# Fundão (Espírito Santo)
Fundão é um município brasileiro do estado do Espírito Santo. Pertencente à Região Metropolitana da Grande Vitória, à Região Intermediária de Vitória e à Região Imediata de Vitória, localiza-se ao norte da capital do estado, distando desta 53 quilômetros. Ocupa uma área de 288,724 km², sendo que 0,9 km² está em perímetro urbano, e sua população, em 2022, foi recenseada em 18.014 habitantes pelo IBGE.
A sede tem uma temperatura média anual de 23,2 °C e na vegetação do município predomina a Mata Atlântica. Com uma taxa de urbanização da ordem de 84%, o município contava em 2009 com cinco estabelecimentos de saúde. O seu Índice de Desenvolvimento Humano (IDH) é de 0,718, considerando-se assim como alto.
Fundão foi emancipado do extinto município de Nova Almeida em 1923. Atualmente, é formado pela cidade de Fundão e pelos distritos de Praia Grande, Timbuí e Irundi. O nome do município se deve ao Rio Fundão, que banha a sede. A principal atividade econômica do município é a cafeicultura, porém, a maior participação do Produto Interno Bruto (PIB) municipal é do setor de indústria.
Integrante da rota turística Caminho dos Imigrantes, Fundão abriga o Pico do Goiapaba-Açu, elevação granítica de 850 metros de altitude onde se situa o Parque Municipal do Goiapaba-Açu. Praia Grande é um dos principais pontos turísticos da região, tendo entre os seus frequentadores mineiros e capixabas de outras cidades. Entre os meses de dezembro e janeiro, realizam-se em Timbuí e Fundão as festas de São Benedito e São Sebastião, em que se apresentam as bandas de congo.

## História

### Origens

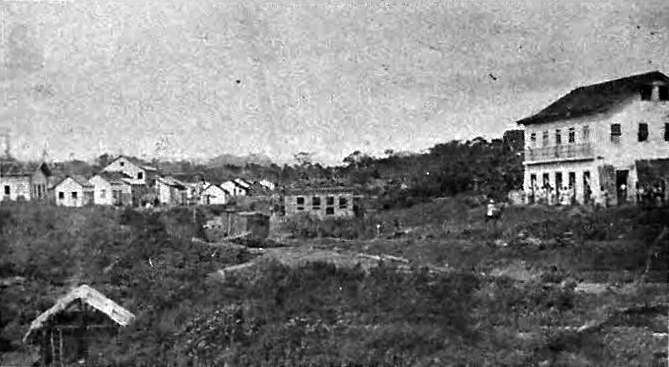
A Casa da Cultura de Fundão, à direita, ainda como residência da família Agostini, e a antiga estrada de ferro antes de 1922, quando a sede do município era Nova Almeida.

Fundão sucede historicamente o antigo município de Nova Almeida. Nova Almeida foi fundada às margens do rio Reis Magos como a Aldeia dos Reis Magos em 6 de janeiro de 1557 por jesuítas e pela tribo temiminó, sob liderança do cacique Maracaiaguaçu, pai de Arariboia. Em 1757, Nova Almeida foi elevada a paróquia e vila e, em 1760, a comarca. Por diversos fatores, nas décadas seguintes à de 1820, a população de Nova Almeida, que era de mais de 8 mil habitantes, começou a diminuir, levando à decadência da vila.
Os primeiros imigrantes italianos, da família Agostini, chegaram à atual região de Fundão em 1875, vindos do Tirol para se fixarem em Três Barras (atual Irundi). Nas décadas seguintes, dezenas de outras famílias viriam para Fundão diretamente da Itália ou transferidas de outras regiões, especialmente de Santa Teresa. Durante as obras da Estrada de Ferro Vitória a Minas no interior de Nova Almeida, trabalhadores morreram nas águas do Rio Fundão, assim chamado antes do fim do século XIX   por sua profundidade. No mesmo lugar, na Fazenda Taquaraçu, de propriedade do pioneiro Cândido Vieira, surgiria o vilarejo de Fundão.

### Formação administrativa

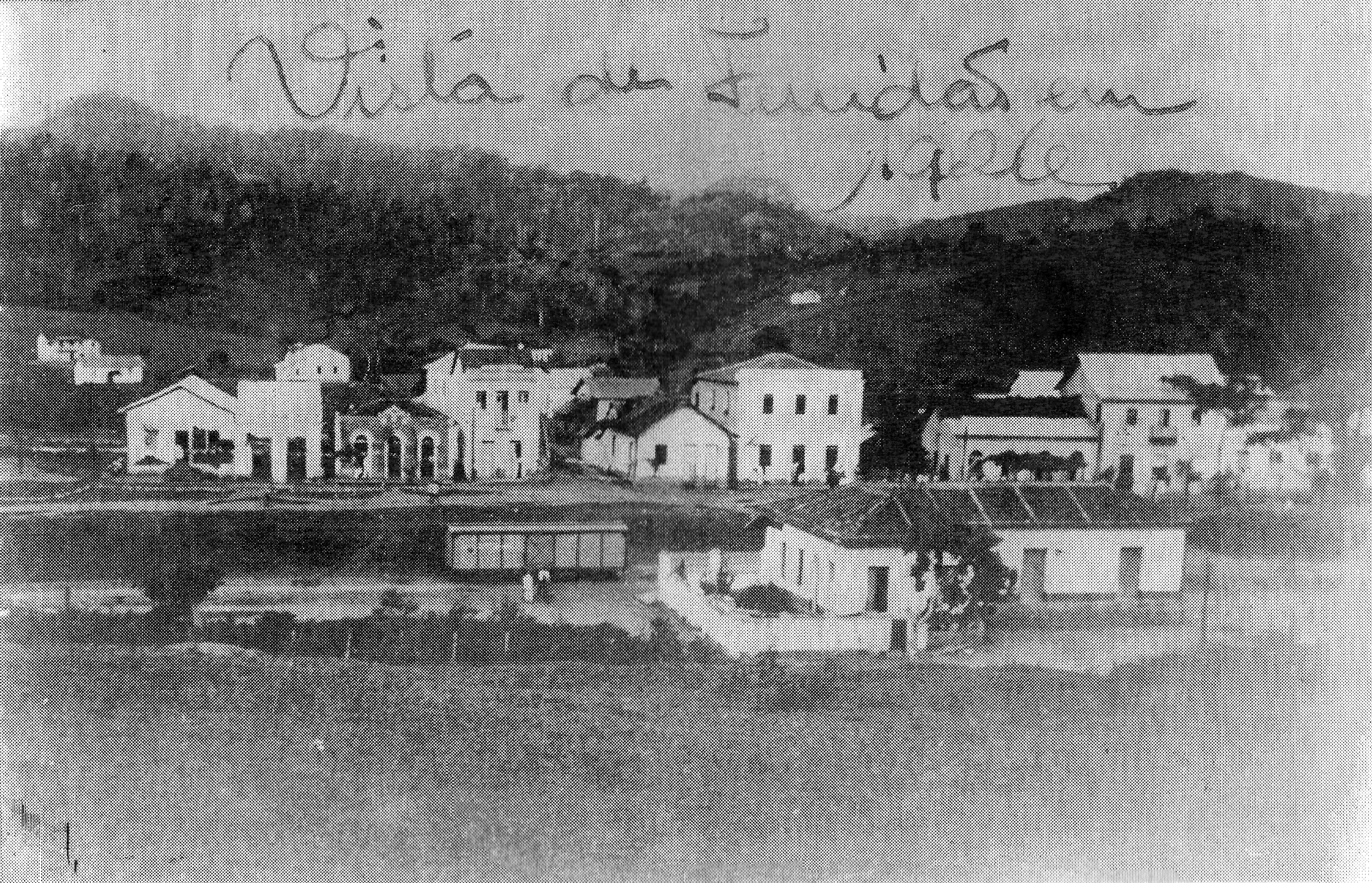
Vista de Fundão em 1926.

As diversas fontes de pesquisa dão informações desencontradas e contraditórias sobre a formação administrativa do município. A sede foi transferida para Timbuí no início do século XX. A página da Câmara de Fundão e a mensagem de Nestor Gomes, presidente do Espírito Santo, ao Congresso Legislativo estadual em 3 de maio de 1923, dão conta de que o município passou a denominar-se Timbuí ou Timbuhy, mas, no censo de 1920, essa denominação não é referida. Pela lei estadual 1.383, de 5 de julho de 1923, o "antigo município de Nova Almeida" tem a sede transferida de Timbuí para Fundão, de modo que o município passa a se chamar Fundão e a nova sede é elevada à categoria de vila, entrando a lei em vigor em 1º de janeiro de 1924, quando foi inaugurada a Câmara Municipal na nova sede. Contraditoriamente, fontes como a Enciclopédia dos Municípios Brasileiros e o próprio brasão e a bandeira de Fundão referem o dia 5 de julho de 1933, e não de 1923, como a data da criação do município. 
Por decreto-lei de 2 de março de 1938, Fundão foi elevado à categoria de cidade. Ainda nesse ano, em 11 de novembro, o distrito de Nova Almeida passou a fazer parte do município da Serra. Na mesma ocasião, o distrito de Três Barras (atualmente, Irundi) foi transferido de Santa Teresa para Fundão.
Em 2002, foi criada a lei municipal 229, que alteraria o nome do município de Fundão para Balneário Reis Magos, mudança esta condiciona à realização de plebiscito eventualmente aprovado pela Assembleia Legislativa do Espírito Santo.

### História recente
Os quatro candidatos a prefeito mais bem votados em cada eleição entre 1996 e 2016 (Gilmar de Souza Borges, Maria Dulce Rudio Soares, Marcos Fernando Moraes e Anderson Pedroni Gorza) em algum momento responderam a processos.

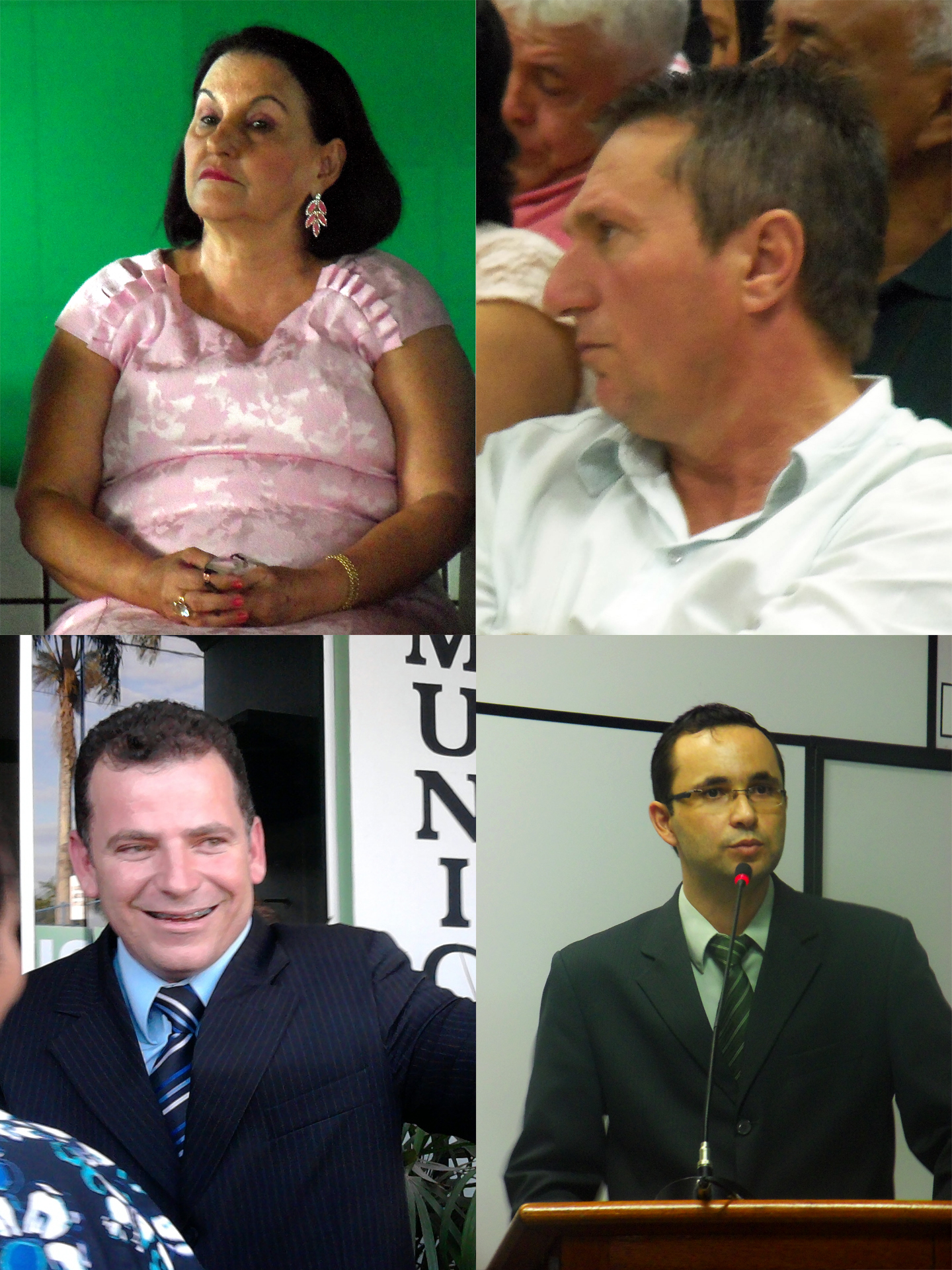
Prefeitos de Fundão entre 2005 e 2016: acima, Maria Dulce (2005–2008 e 2013–2016) e Marquinhos (2009–2011); abaixo, Anderson Pedroni (2011–2012) e Claydson Rodrigues (2012).

Em 2000, durante seu terceiro mandato, Gilmar de Souza Borges foi denunciado ao Ministério Público e contra ele foi criada uma comissão parlamentar de inquérito (CPI), inconclusiva. A partir de 2008, último ano de seu mandato de prefeita, Maria Dulce Rudio Soares foi acusada em uma série de ações civis públicas e denúncias do Ministério Público do Espírito Santo (MPES), sendo condenada duas vezes por improbidade administrativa em 2012. Maria Dulce teve sua candidatura à reeleição em 2008 temporariamente suspensa, porém validada por meio de recurso. No pleito que se seguiu, Maria Dulce foi derrotada por Marcos Fernando Moraes (PDT).
Em 27 de maio de 2011, desencadeou-se a Operação Tsunami, que prendeu doze acusados de corrupção na prefeitura e na Câmara Municipais, inclusive secretários, vereadores e empresários. Foi pedido pelo Ministério Público à Justiça o afastamento do prefeito Marcos Fernando Moraes e do vice-prefeito Ademir Loureiro de Almeida (PSC) por improbidade administrativa. Os parlamentares denunciantes exigiam a cassação dos mandatos dos políticos envolvidos. No dia 30 de maio, os vereadores decidiram por unanimidade a criação de CPI para investigar indícios de irregularidades na concessão de vale-refeições a servidores da prefeitura. O prefeito Marcos Fernando Moraes, no dia 1º de junho, demitiu os secretários presos.
No dia 3 de junho, a Justiça afastou de seus cargos o prefeito, o vice-prefeito e vários secretários e funcionários da prefeitura. Assumiu como chefe do Poder Executivo o presidente da Câmara Municipal, o vereador Anderson Pedroni Gorza (PCdoB). Marquinhos, por meio de recurso, reassumiu o cargo de prefeito em 3 de agosto após decisão do Tribunal de Justiça do Espírito Santo de 29 de julho. Em decorrência das denúncias de irregularidades no transporte escolar, o MPES entrou com novo pedido de afastamento do chefe do Executivo.
Em 5 de agosto, o Tribunal de Justiça do Espírito Santo (TJES) reconduziu Ademir Loureiro de Almeida à função de vice-prefeito, porém, na semana seguinte, a Justiça acatou pedido do MPES que manteve Ademir e outros réus afastados de seus cargos. Em 31 de agosto, o parecer de comissão processante que investigaria Marquinhos e o afastaria por 180 dias foi arquivado.
No dia seguinte (1º de setembro), Marquinhos e Ademir foram novamente afastados da liderança do Executivo pela Justiça, acusados num esquema com transporte escolar. O presidente da Câmara, Anderson Pedroni Gorza, assumiu a prefeitura interinamente mais uma vez em 5 de setembro. O desembargador Pedro Valls Feu Rosa, presidente da Primeira Câmara Criminal do TJES, manteve o afastamento cautelar de Marquinhos em 20 de outubro por meio de liminar, referente aos processos na esfera criminal quanto aos casos do transporte escolar e da contratação emergencial da empresa Ambiental.
Por não enviar à Câmara os balancetes das contas públicas durante sua gestão, em 1º de março de 2012 Gorza também foi afastado do cargo de prefeito interino, em decorrência da abertura de comissão processante, além de ter sido aberta contra ele uma CPI para apurar eventuais irregularidades em obras em escolas, sendo notificado no dia 6. Em seu lugar assumiu, no dia 7, o presidente da Câmara em exercício, Claydson Pimentel Rodrigues. Em 12 de junho, o ex-prefeito interino Gorza teve seu mandato cassado. No dia 15 do mesmo mês, foi arquivada denúncia de suposta irregularidade na contratação para reforma do prédio da Câmara, que resultaria no afastamento de Claydson Pimentel Rodrigues.
Nas eleições de 7 de outubro de 2012, os últimos prefeitos interinos, Anderson Pedroni e Claydson, juntamente com João Manoel (DEM), candidatos a prefeito para a gestão 2013-2016, foram derrotados com 37,43% dos votos para a ex-prefeita Maria Dulce, mesmo condenada em primeira instância pelo TJES por improbidade administrativa devido a superfaturamento.
Em 26 de março de 2015, as contas dos ex-prefeitos Marcos Fernando Moraes e Anderson Pedroni Gorza referentes a 2011 foram rejeitadas pela Câmara Municipal, o que os deixou inelegíveis por oito anos. Nas eleições de 2016, Anderson Pedroni Gorza, já no PSD, foi o candidato a prefeito mais votado em Fundão, com 8.564 votos, 77% do total, mas, por conta do indeferimento de sua candidatura, o prefeito interino desde 1º de janeiro de 2017 até a posse de um novo prefeito eleito foi o presidente da Câmara, Eleazar Ferreira Lopes (então no PCdoB). Após vencer a eleição suplementar em 1º de outubro de 2017, Pretinho Nunes (PDT) foi empossado prefeito no dia 27 do mesmo mês.
Nas eleições municipais de 2020, depois de dezesseis anos fora do cargo, o ex-prefeito Gilmar de Souza Borges foi eleito para um quarto mandato com 50,09% dos votos, contra 47,45% do ex-prefeito interino Eleazar Ferreira Lopes (Podemos) e 2,46% de Carlos Magno Barbosa Fracalossi (PSDB). Nas eleições municipais de 2024, o ex-prefeito interino Eleazar Ferreira Lopes foi eleito com 53,31% dos votos, contra 38,84% do também ex-prefeito interino Anderson Pedroni e 7,85% do vereador Aélcio Peixoto (PL).

## Geografia
A área do município é de 279,648 km², representando 0,6069% do território capixaba, 0,0302% da área da região Sudeste do Brasil e 0,0033% de todo o território brasileiro. Desse total, 0,9 km² está em perímetro urbano.
Fundão está localizado na Região Intermediária de Vitória e na Região Imediata de Vitória. O município limita-se ao norte com Ibiraçu, a nordeste com Aracruz, a leste com o Oceano Atlântico, ao sul com a Serra, a sudoeste com Santa Leopoldina e a oeste com Santa Teresa, estando a 53 quilômetros de Vitória.

### Relevo e hidrografia
Apesar de possuir área relativamente pequena, Fundão estende-se do litoral à Serra do Castelo, unidade geográfica dominante na região central do Espírito Santo, apresentando relevo muito ondulado e com 61,53% de sua área apresentando declividade menor que 30%. A região oriental é constituída de baixada e litoral quase retilíneo, com exceção da ponta Flecheira, e a ocidental tem elevações modeladas em rochas cristalinas. A 13 quilômetros da sede, na divisa com Santa Teresa, fica o Pico do Goiapaba-Açu, formação granítica com 850 metros de altitude, de onde é possível ver a região entre a Grande Vitória e Linhares.

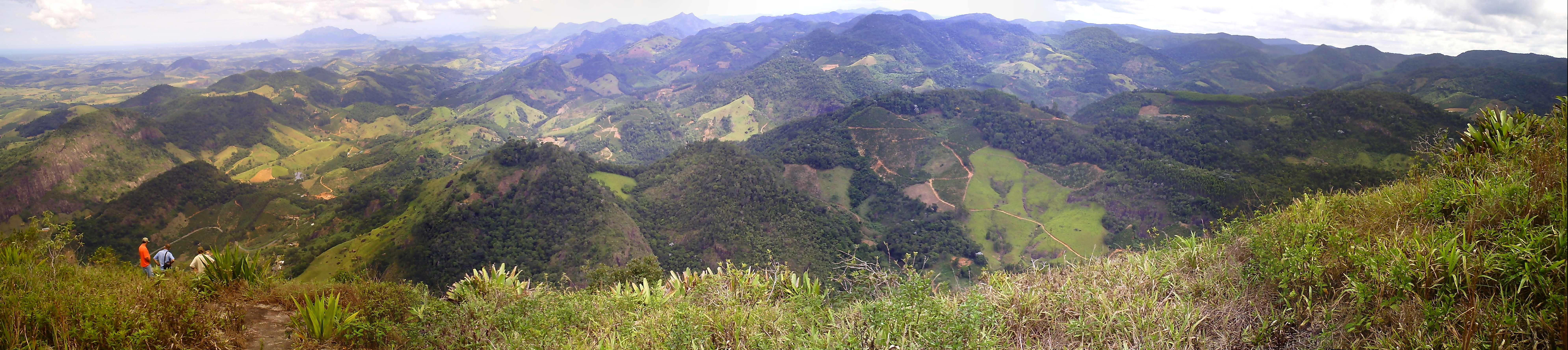
Relevo de Fundão e Santa Leopoldina a partir do Pico do Goiapaba-Açu.

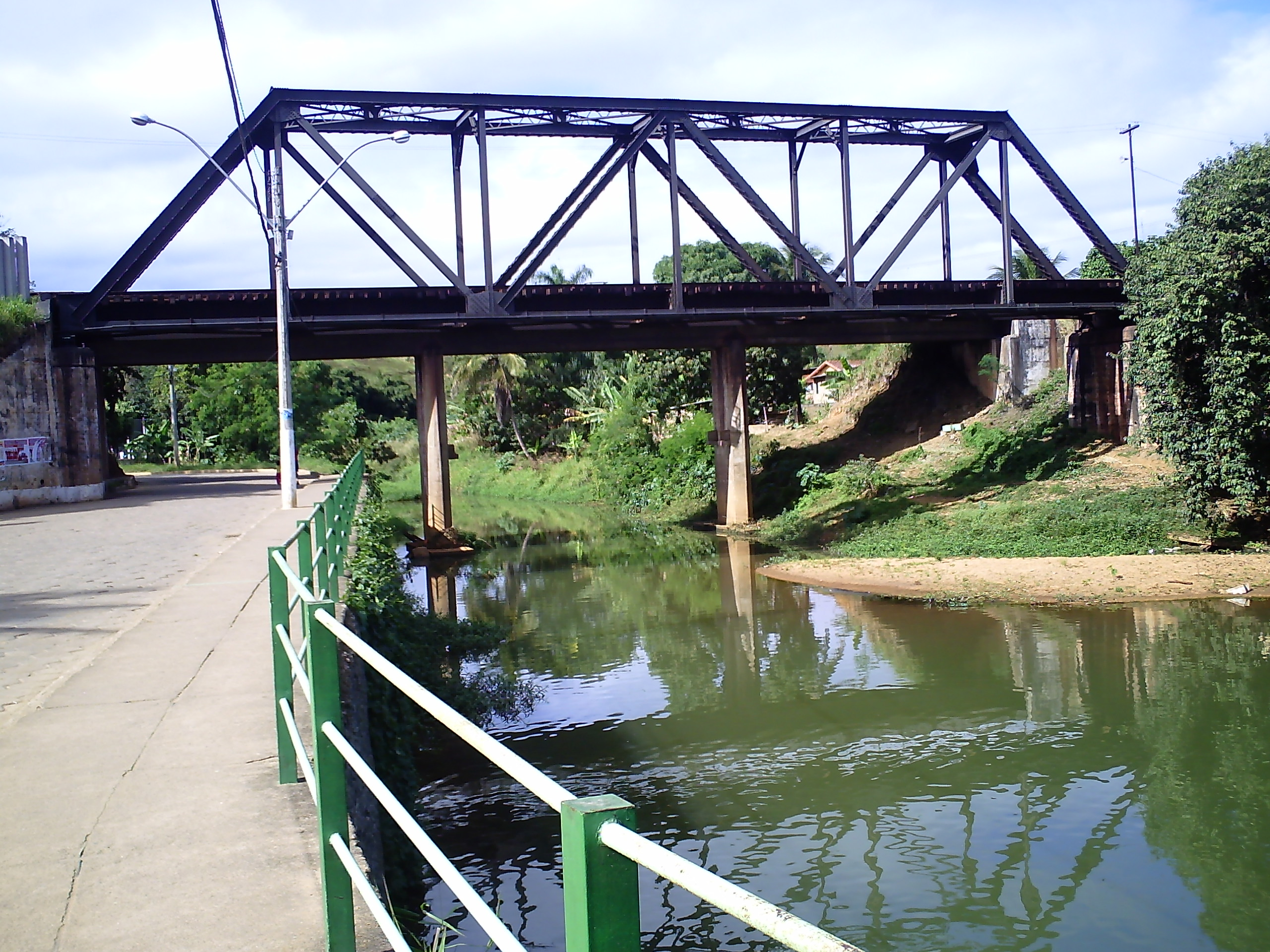
O Rio Fundão, que dá nome à cidade.

O solo do município é, predominantemente, latossolo vermelho-amarelo distrófico e podzólico vermelho-amarelo, argiloso, com fertilidade média a baixa e pH 5,0. Tem profundidade mediana, boa drenagem e baixa suscetibilidade à erosão. Existem manchas de solo organominerais, de pouco desenvolvimento, típicas de planícies inundadas, ácidas e com reservas minerais consideráveis, porém limitadas à agricultura pelo excesso de umidade dos solos gley e orgânicos; e manchas resultantes da associação de solos arenosos, profundos, com alta saturação de alumínio, de alta acidez e lixiviação, pouca retenção de umidade e de muito pouca fertilidade de suas areias quartzosas e podzol hidromórfico. Há também a ocorrência de afloramento sem vegetação.
O litoral fundãoense favorece a pesca e o mergulho devido aos recifes naturais. Um dos balneários mais visitados na região durante o verão, Praia Grande tem águas rasas e calmas. Lá, na foz do Rio Reis Magos, situa-se o seu estuário e uma área de manguezal. Menos procuradas por turistas e de areias finas, a Enseada das Garças tem traços de vegetação de restinga e a Praia do Rio Preto, na fronteira com Aracruz, abriga reservas de Mata Atlântica.
O Rio Reis Magos nasce em Santa Teresa, cruza a sede de Fundão como o Rio Fundão e deságua entre Praia Grande e Nova Almeida, num percurso de oeste a leste. Os seus principais afluentes são os rios Carneiro, Timbuí e Piabas. Nas terras mais baixas da Bacia do Rio Reis Magos é exercido o cultivo de arroz e feijão, além do café nas outras áreas. O transporte hidroviário só é possível para pequenos barcos, por causa do processo de assoreamento.

### Clima

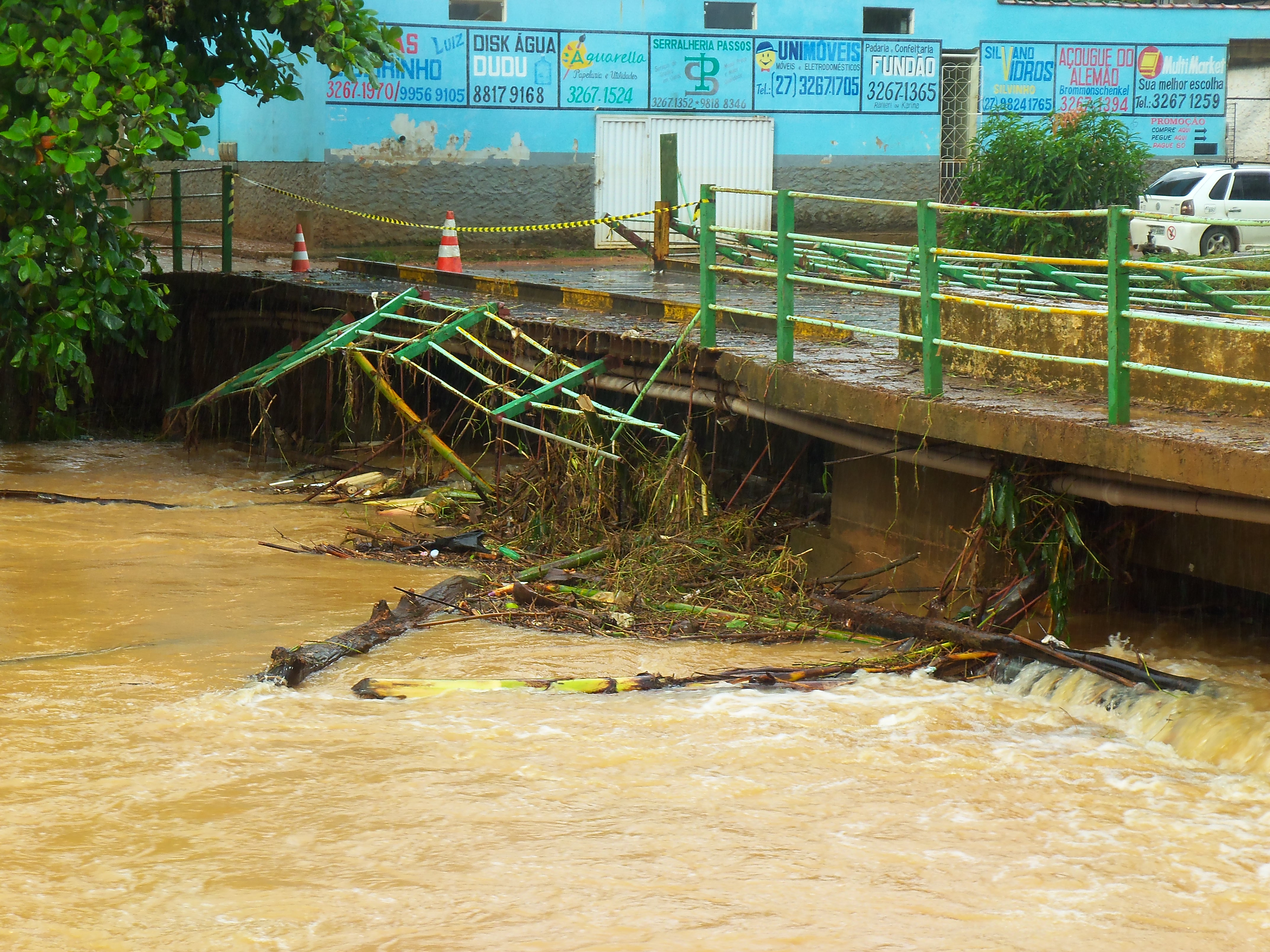
Enchente em Fundão, resultante de fortes chuvas em janeiro de 2012.

O clima de Fundão é tropical megatérmico subúmido (tipo Aw segundo Köppen), com diminuição de chuvas no inverno e temperatura média anual de 23,2 °C, tendo invernos secos e amenos e verões chuvosos com temperaturas altas. O mês mais quente, fevereiro, tem temperatura média de 25,7 °C, sendo a média máxima de 30,4 °C e a mínima de 21,1 °C. E o mês mais frio, julho, possui média de 20,6 °C, sendo 25,1 °C e 16,5 °C as médias máxima e mínima, respectivamente.
A precipitação média anual é de 1200 mm, sendo que no mês mais seco ocorrem 52 mm. No mês mais chuvoso, a média fica em 277 mm. Durante o período chuvoso são comuns ocorrências de inundações e deslizamentos de terra em algumas áreas. A maior temperatura registrada foi de 39 °C e a menor foi de 7 °C.
| Dados climatológicos para Fundão                                | Dados climatológicos para Fundão | Dados climatológicos para Fundão | Dados climatológicos para Fundão | Dados climatológicos para Fundão | Dados climatológicos para Fundão | Dados climatológicos para Fundão | Dados climatológicos para Fundão | Dados climatológicos para Fundão | Dados climatológicos para Fundão | Dados climatológicos para Fundão | Dados climatológicos para Fundão | Dados climatológicos para Fundão | Dados climatológicos para Fundão |
| Mês                                                             | Jan                              | Fev                              | Mar                              | Abr                              | Mai                              | Jun                              | Jul                              | Ago                              | Set                              | Out                              | Nov                              | Dez                              | Ano                              |
| --------------------------------------------------------------- | -------------------------------- | -------------------------------- | -------------------------------- | -------------------------------- | -------------------------------- | -------------------------------- | -------------------------------- | -------------------------------- | -------------------------------- | -------------------------------- | -------------------------------- | -------------------------------- | -------------------------------- |
| Temperatura máxima média (°C)                                   | 29,9                             | 30,4                             | 29,9                             | 28,4                             | 26,9                             | 26,0                             | 25,1                             | 26,0                             | 26,5                             | 27,0                             | 27,7                             | 28,7                             | 27,7                             |
| Temperatura mínima média (°C)                                   | 21,8                             | 21,1                             | 21,6                             | 20,3                             | 18,6                             | 17,4                             | 16,5                             | 16,9                             | 18,0                             | 19,1                             | 20,2                             | 21,1                             | 19,4                             |
| Fonte: Inventário da oferta turística 1998 - Fundão - Sebrae-ES |                                  |                                  |                                  |                                  |                                  |                                  |                                  |                                  |                                  |                                  |                                  |                                  |                                  |

### Ecologia e meio ambiente

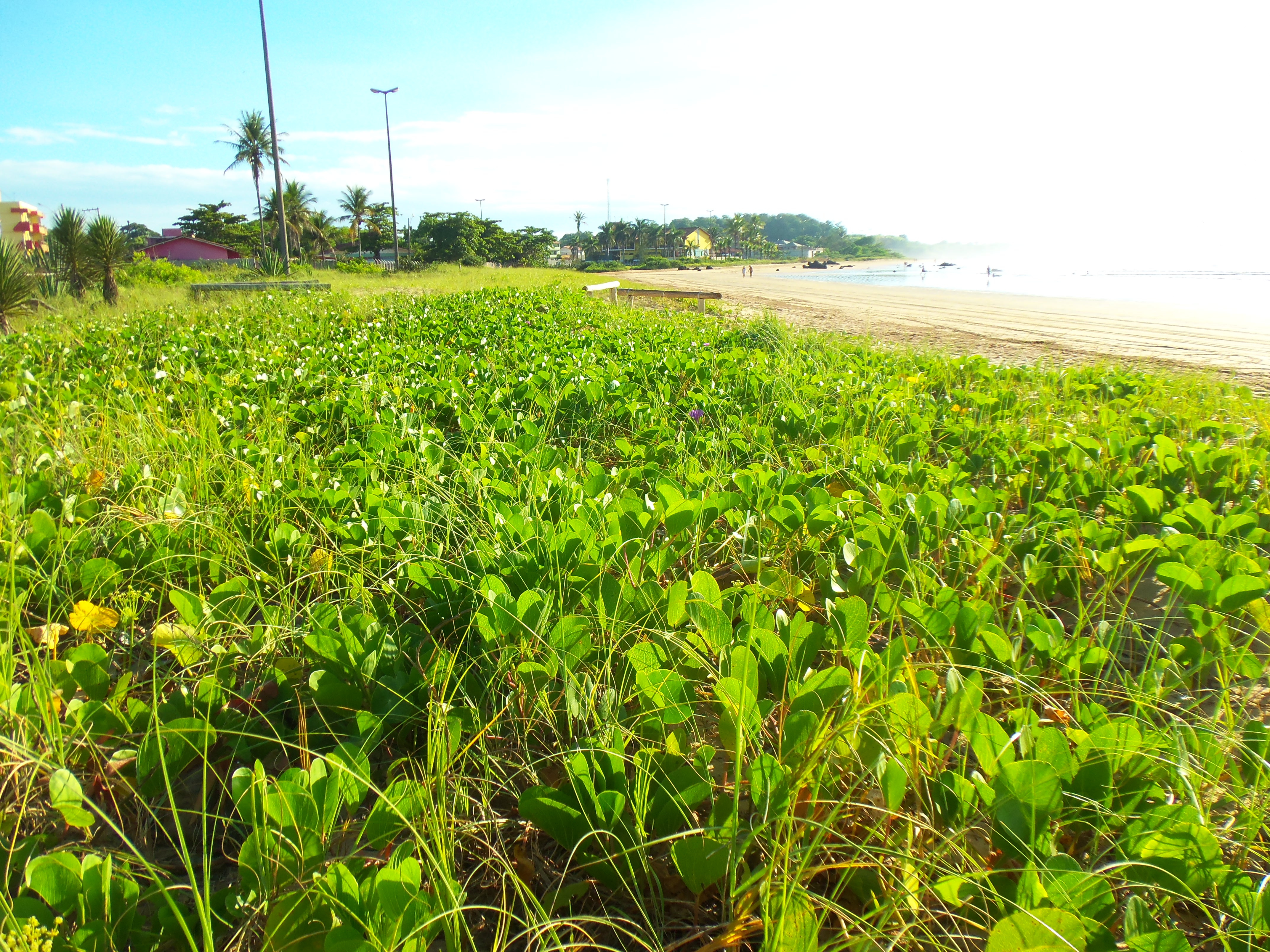
Vegetação de restinga em Praia Grande.

Boa parte da vegetação de Mata Atlântica de Fundão foi substituída por áreas para agricultura e pecuária. São comuns na planície litorânea, o mangue, às margens do Rio Reis Magos, e a restinga, na costa. A vegetação nativa das margens do rio foi substituída por pastagens e áreas residenciais, provocando erosão.

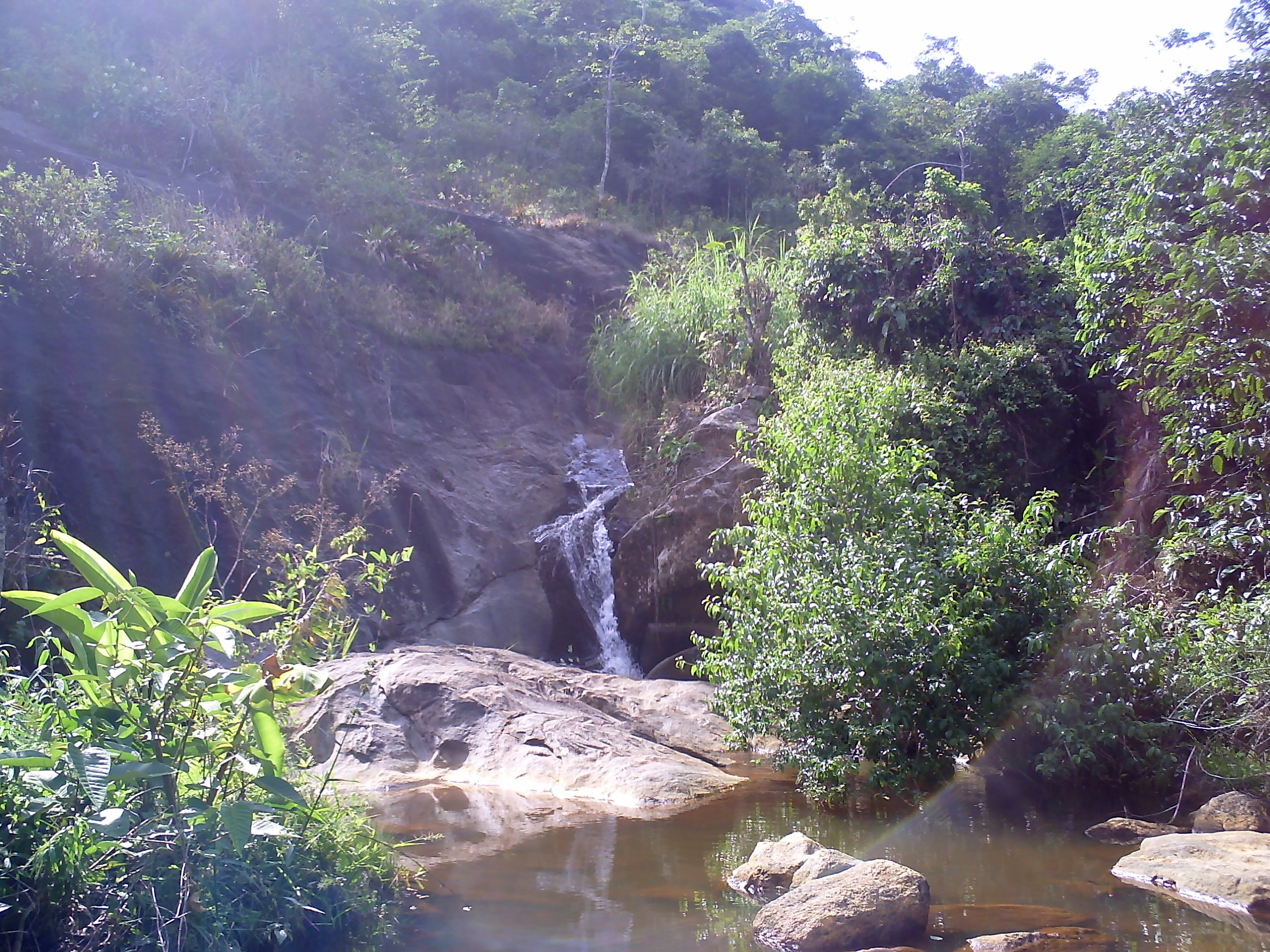
Área de Proteção Ambiental do Goiapaba-Açu.

A fauna do município é a típica da Mata Atlântica, o que inclui aranhas, caranguejos, borboletas e libélulas entre os invertebrados; cobras, jabutis e lagartos entre os répteis; rãs e sapos entre os anfíbios; periquitos, pombos, sabiás, sanhaços e tucanos entre as aves; e ariranhas, capivaras, lontras e saguis entre os mamíferos.
A fim de preservar o meio ambiente em Fundão, foram criados em 1991, o Parque Municipal do Goiapaba-Açu e, em 1994, a Área de Proteção Ambiental (APA) do Goiapaba-Açu, que fica nos municípios de Fundão e Santa Teresa, no entorno do Parque Municipal, e é administrado pelo Instituto Estadual de Meio Ambiente e Recursos Hídricos (Iema). A APA abriga 133 espécies de aves, entre elas o pica-pau-rei (Campephilus robustus) e a araponga (Procnias nudicollis). Exemplares vegetais da região são bromélias e orquídeas, canela, jatobá, macanaíba e pau-pereira. Anfíbios também são destaques da fauna do Goiapaba-Açu.
O Horto Florestal Augusto Ruschi é o primeiro modelo de hortos florestais propostos pelo Espírito Santo na Eco-92. Situado ao lado do Ginásio Poliesportivo Josel de Oliveira, ocupa 4,5 hectares de antigas pastagens reflorestadas e possui um viveiro de mudas de cedro, cerejeira, jequitibá, macanaíba, peroba, espécies de ajardinamento e frutíferas, como abacate, amora, café, cajá, caju, jaca, jambo, jamelão, manga e mexerica.

## Demografia
Em 2022, a população do município foi recenseada pelo Instituto Brasileiro de Geografia e Estatística (IBGE) em 18.014 habitantes, apresentando uma densidade populacional de 62,4 habitantes por km². Segundo o censo de 2010, 8.489 habitantes eram homens e 8.536 eram mulheres, e 14.378 habitantes viviam na zona urbana e 2.647, na zona rural.
O Índice de Desenvolvimento Humano Municipal (IDH-M) de Fundão é considerado alto pelo Programa das Nações Unidas para o Desenvolvimento (PNUD). No ano de 2010, seu valor era de 0,718. Considerando apenas a educação, o índice é de 0,623, o índice da longevidade é de 0,839; e o de renda é de 0,708. A cidade possui IDH-M abaixo da média nacional (0,727) segundo o PNUD. O Produto Interno Bruto (PIB) per capita em 2018 era de 22.597,47 reais.
O coeficiente de Gini, que mede a desigualdade social, é de 0,49, sendo que 1,00 é o pior número e 0,00 é o melhor. A incidência da pobreza, medida pelo IBGE, é de 32,52%, o limite inferior da incidência de pobreza é de 27,31%, o superior é de 37,74% e a incidência da pobreza subjetiva é de 28,41%.
No ano de 2010, a população fundãoense era composta por 9.016 pardos (52,96%), 6.488 brancos (38,11%), 1.426 pretos (8,38%), 75 amarelos (0,44%) e 20 indígenas (0,12%).

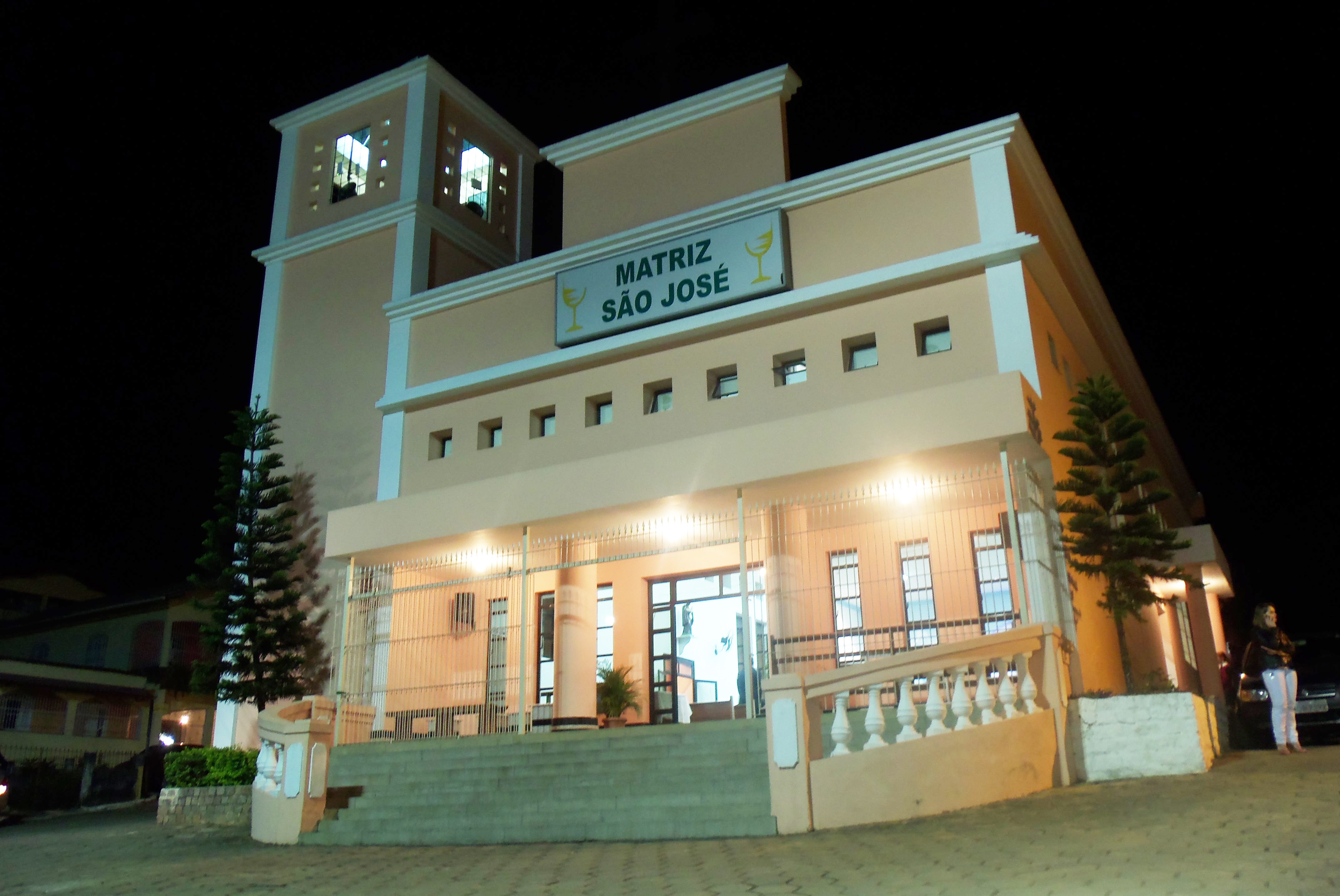
Igreja Matriz São José.

### Religião
Embora tenha se desenvolvido sobre uma matriz social eminentemente católica, é possível encontrar atualmente na cidade denominações protestantes diferentes. A cidade possui os mais diversos credos protestantes ou reformados, como a Assembleia de Deus, maior dessas denominações cristãs no município.
De acordo com dados do censo de 2010, realizado pelo Instituto Brasileiro de Geografia e Estatística, a população de Fundão é composta por: católicos (61,69%), evangélicos (28,03%), pessoas sem religião (6,49%), espíritas (1,22%) e 0,52% estão divididos entre outras religiões.

## Política

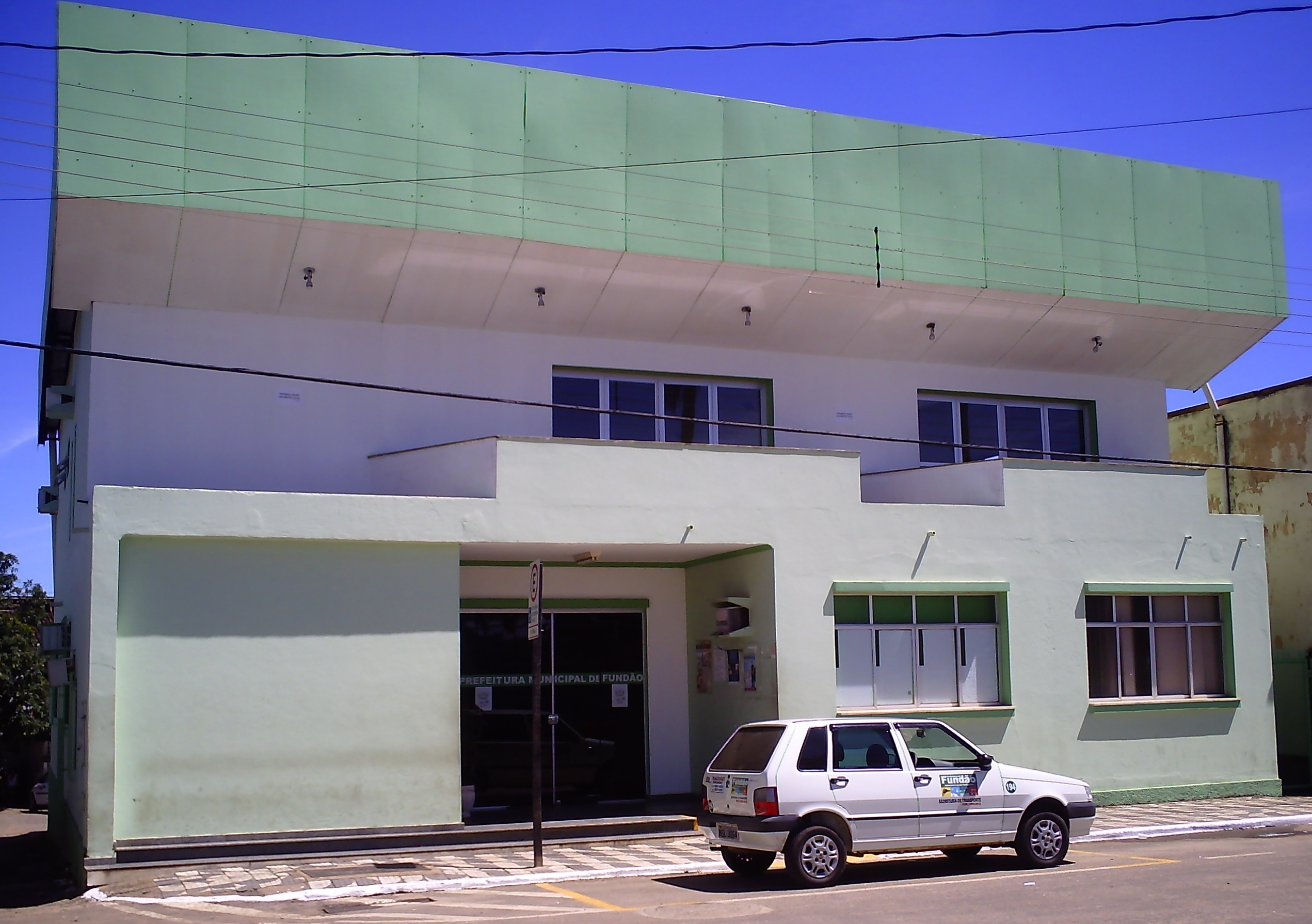
Sede da prefeitura e da Câmara de Fundão.

De acordo com a Constituição de 1988, a administração municipal se dá pelo poder executivo e pelo poder legislativo.
O primeiro representante do poder executivo e prefeito do município foi Hermínio Jorge de Castro, logo após a emancipação do município. Nos últimos anos, o cargo foi ocupado interinamente de 1º de janeiro a 26 de outubro de 2017 por Eleazar Ferreira Lopes (então no PCdoB), licenciado da presidência da Câmara. Após eleição suplementar para prefeito em 1º de outubro de 2017, o novo prefeito Pretinho Nunes (PDT) foi empossado no dia 27 do mesmo mês. Desde 1º de janeiro de 2021, o município é governado por Gilmar de Souza Borges, que já foi prefeito em outras três ocasiões.
O poder legislativo é constituído pela câmara, composta por onze vereadores eleitos para mandatos de quatro anos (em observância ao disposto no artigo 29 da Constituição) e está composta da seguinte forma: duas cadeiras do Cidadania; duas do Podemos, duas do Partido Socialista Brasileiro (PSB), duas do Republicanos; uma do Patriota; uma do Partido Democrático Trabalhista (PDT); e uma do Partido Social Democrático (PSD). Cabe à casa elaborar e votar leis fundamentais à administração e ao Executivo, especialmente o orçamento participativo (Lei de Diretrizes Orçamentárias).
O município de Fundão se rege por uma lei orgânica. É sede de comarca de Fundão. De acordo com o Tribunal Regional Eleitoral do Espírito Santo (TRE-ES), o município possuía, em maio de 2017, 14.125 eleitores.

## Subdivisões
Fundão é subdividido em três distritos além da sede: Praia Grande, Timbuí e Irundi. Segundo o censo de 2010, a sede contava com 8.744 habitantes; Praia Grande, com 5.349; Timbuí, com 2.400; e Irundi, com 532. O Instituto Jones dos Santos Neves propõe que haja nove bairros na sede, seis em Praia Grande e um bairro em Timbuí, totalizando 16 em todo o município.

## Economia
| Produção de café, mandioca e banana (2013) | Produção de café, mandioca e banana (2013) | Produção de café, mandioca e banana (2013) |
| ------------------------------------------ | ------------------------------------------ | ------------------------------------------ |
| Produto                                    | Área colhida (hectares)                    | Produção (toneladas)                       |
| Café                                       | 2.351                                      | 4.571                                      |
| Banana                                     | 115                                        | 1.905                                      |
| Mexerica                                   | 22                                         | 374                                        |

O Produto Interno Bruto (PIB) de Fundão é destaca-se na área de indústria. Nos dados do IBGE de 2018, o município possuía R$ 475.925 mil no seu Produto Interno Bruto. O PIB per capita é de R$ 22.597,47.
Setor primário

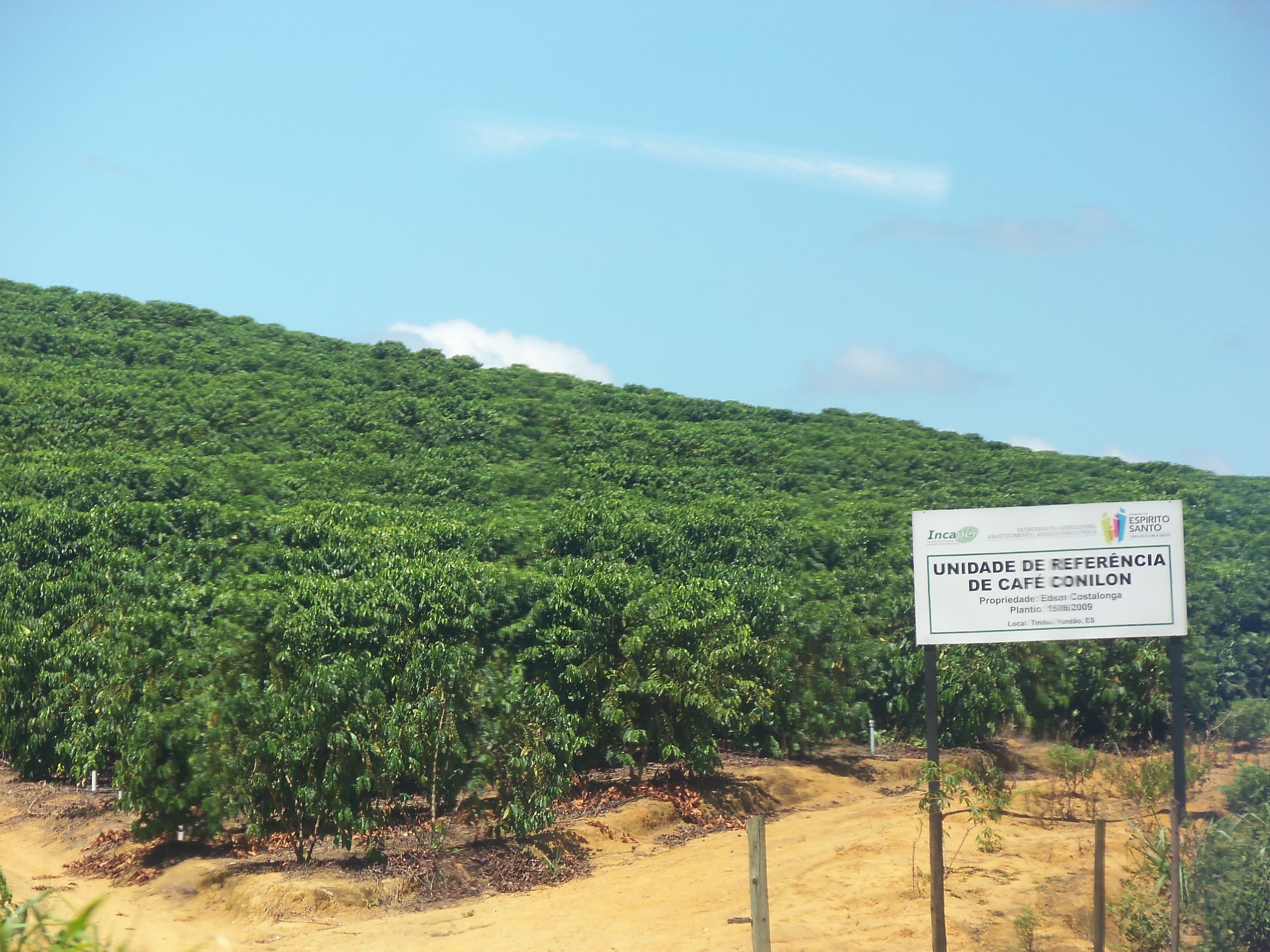
Unidade de referência de café conilon em Timbuí.

A agropecuária é o setor com a menor participação da economia de Fundão. De todo o PIB da cidade, 28.954 mil reais é o valor adicionado bruto da agropecuária. Apesar da menor relevância no PIB, a economia de Fundão é baseada na agropecuária, especialmente na cafeicultura. Segundo o IBGE em 2015 o município possuía um rebanho de 11.617 bovinos, 639 suínos, 126 ovinos, 305 equinos, 13 caprinos, 7.400 galináceos (dos quais, 3.700 galinhas) e 3.050 codornas. Em 2015 a cidade produziu 3.468 mil litros de leite de 2.141 vacas. Foram produzidas 56 mil dúzias de ovos de galinha, 46 mil dúzias de ovos de codorna e 90 mil quilos de mel de abelha. Na lavoura temporária são produzidas principalmente a mandioca (1.200 toneladas), a cana-de-açúcar (1.080 toneladas) e a melancia (36 toneladas). Já na lavoura permanente produzem-se principalmente o café (4.571 toneladas), a banana (1.905 toneladas) e a mexerica (374 toneladas).
Segundo o Censo Agropecuário de 2017, dos 453 estabelecimentos rurais, 306 eram para produção de lavouras permanentes, 22 para produção de lavouras temporárias, 102 para pecuária e criação de outros animais, 3 para produção florestal (florestas plantadas) e dois para aquicultura. A pecuária do município é mista (de corte e de leite), com predominância na região litorânea.
Setor secundário

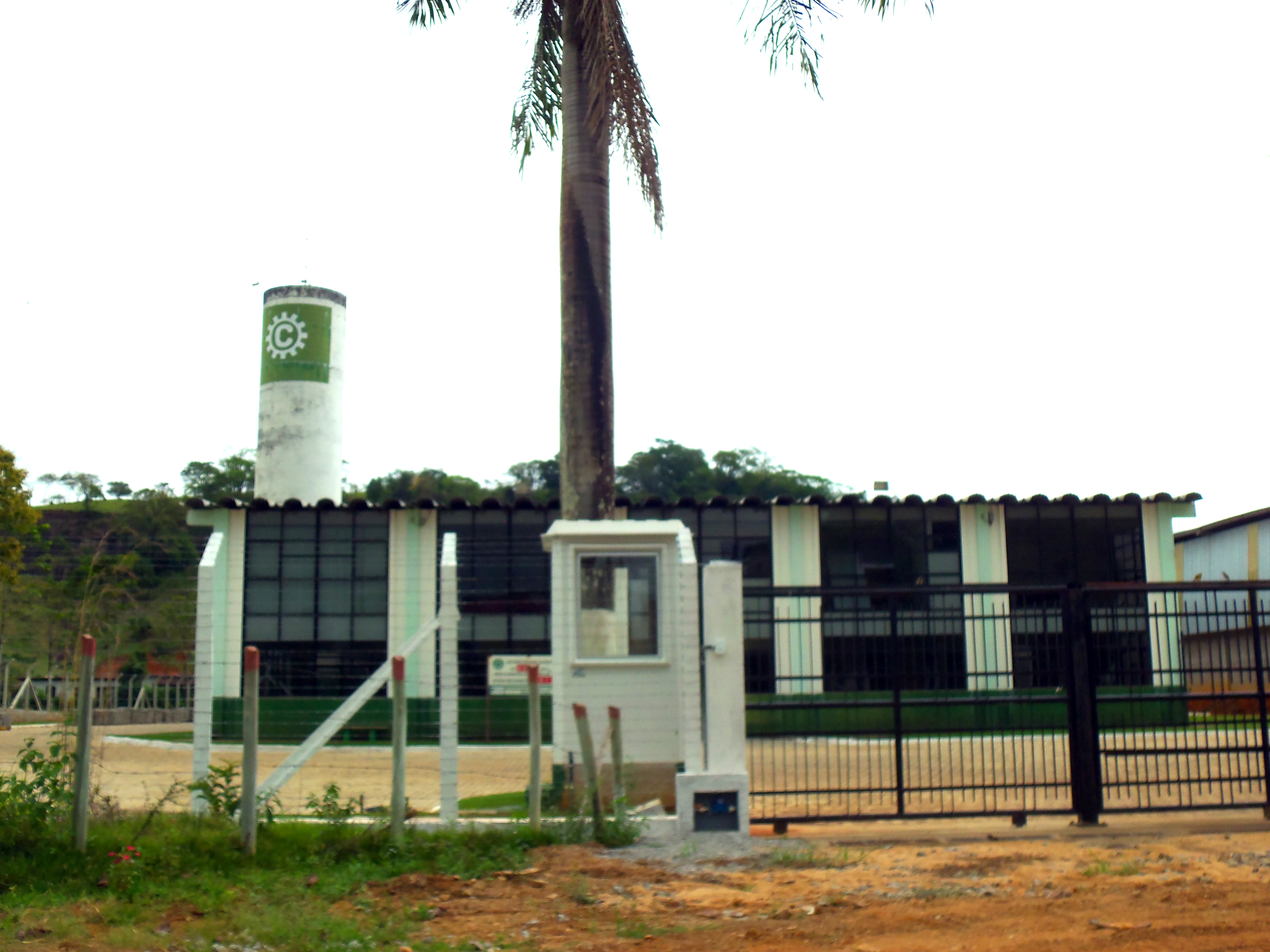
Fábrica de equipamentos para exploração de petróleo Columbia Tecnologia.

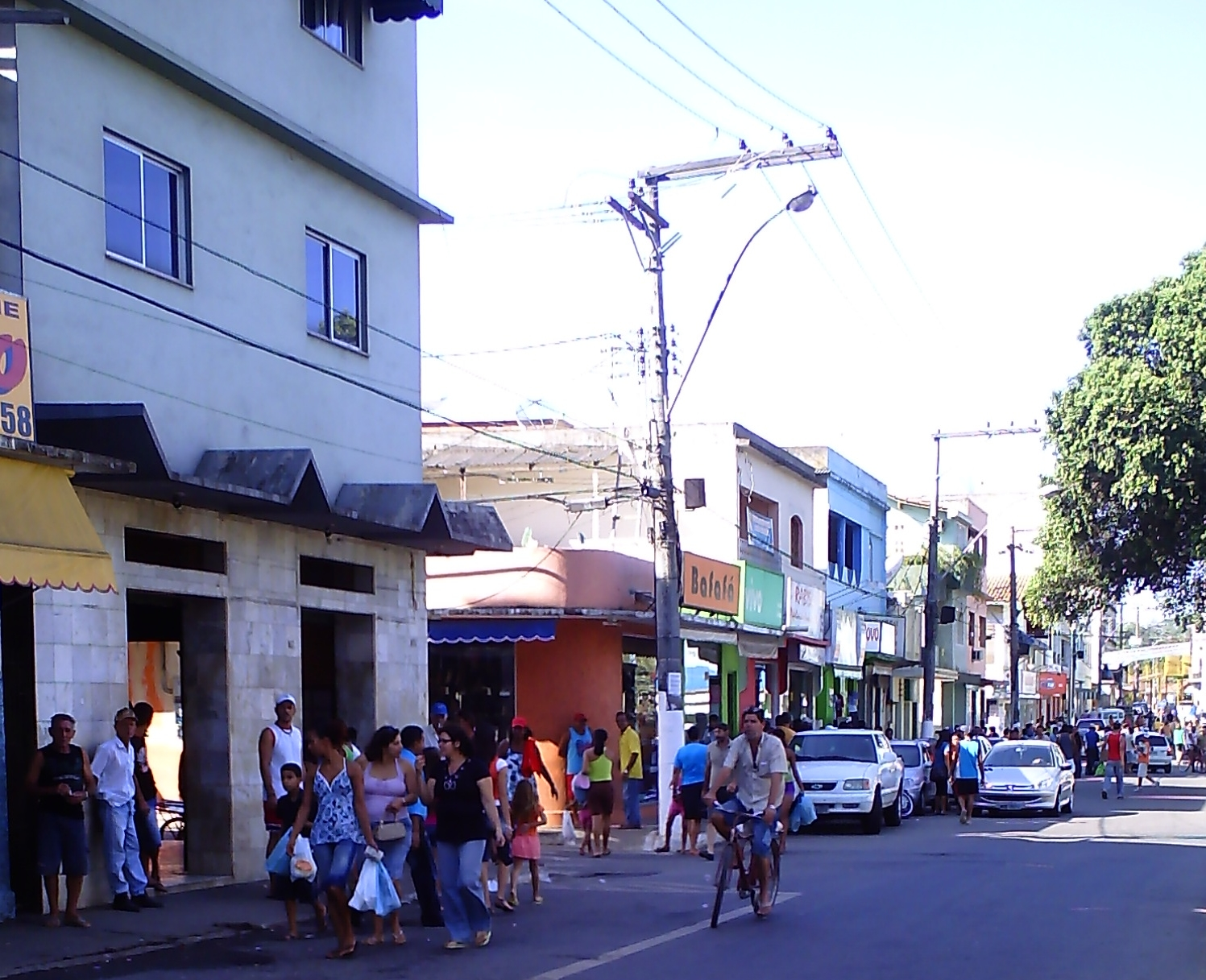
Rua Presidente Vargas, no Centro de Fundão.

148.277 mil reais do PIB municipal são do valor adicionado bruto da indústria (setor secundário), sendo atualmente a maior fonte geradora do PIB fundãoense. Desde 2004, esse valor é maior devido aos royalties de petróleo.
Setor terciário
261.537 mil reais do PIB municipal são de prestações de serviços (terciário). De acordo com o Mapa de Empresas do governo federal, a cidade possuía,em agosto de 2020, 2.453 empresas. Segundo a Relação Anual de Informações Sociais (Rais) de 2018, o município tinha 3.041 pessoas empregadas, sendo 1.388 em pequenas empresas, 889 em médias empresas, nenhuma em grande empresa e 764 na administração pública. Segundo o Instituto de Desenvolvimento Educacional e Industrial do Espírito Santo (Ideies), até 2021, o salário médio mensal de todo o município era de R$ 1.760,58.

## Estrutura urbana

### Saúde
Em 2009, o município possuía cinco estabelecimentos de saúde, sendo todos eles municipais. Neles a cidade possui seis leitos para internação. A cidade também conta com atendimento ambulatorial com atendimento médico em especialidades básicas, atendimento odontológico com dentista e presta serviço ao Sistema Único de Saúde (SUS). Existem na cidade Unidades Básicas de Saúde e Unidade de Serviço de Apoio de Diagnose e Terapia. Fundão contava em dezembro de 2009 com 50 médicos, seis cirurgiões dentistas, quatro fisioterapeutas, três fonoaudiólogos, quatro farmacêuticos, três psicólogos, cinco auxiliares de enfermagem, dez enfermeiros e 30 técnicos de enfermagem, totalizando 115 profissionais de saúde. O município pertence à Regional de Saúde de Vitória. Em 2010 existiam 5.278 mulheres em idade fértil (entre 10 e 49 anos). Em 2008 foram registrados 220 nascidos vivos e 18,6% de grávidas com menos de 20 anos. Sem hospitais, a cidade dispõe da Unidade Mista de Saúde Doutor César Agostini, administrada pelo município.

### Educação

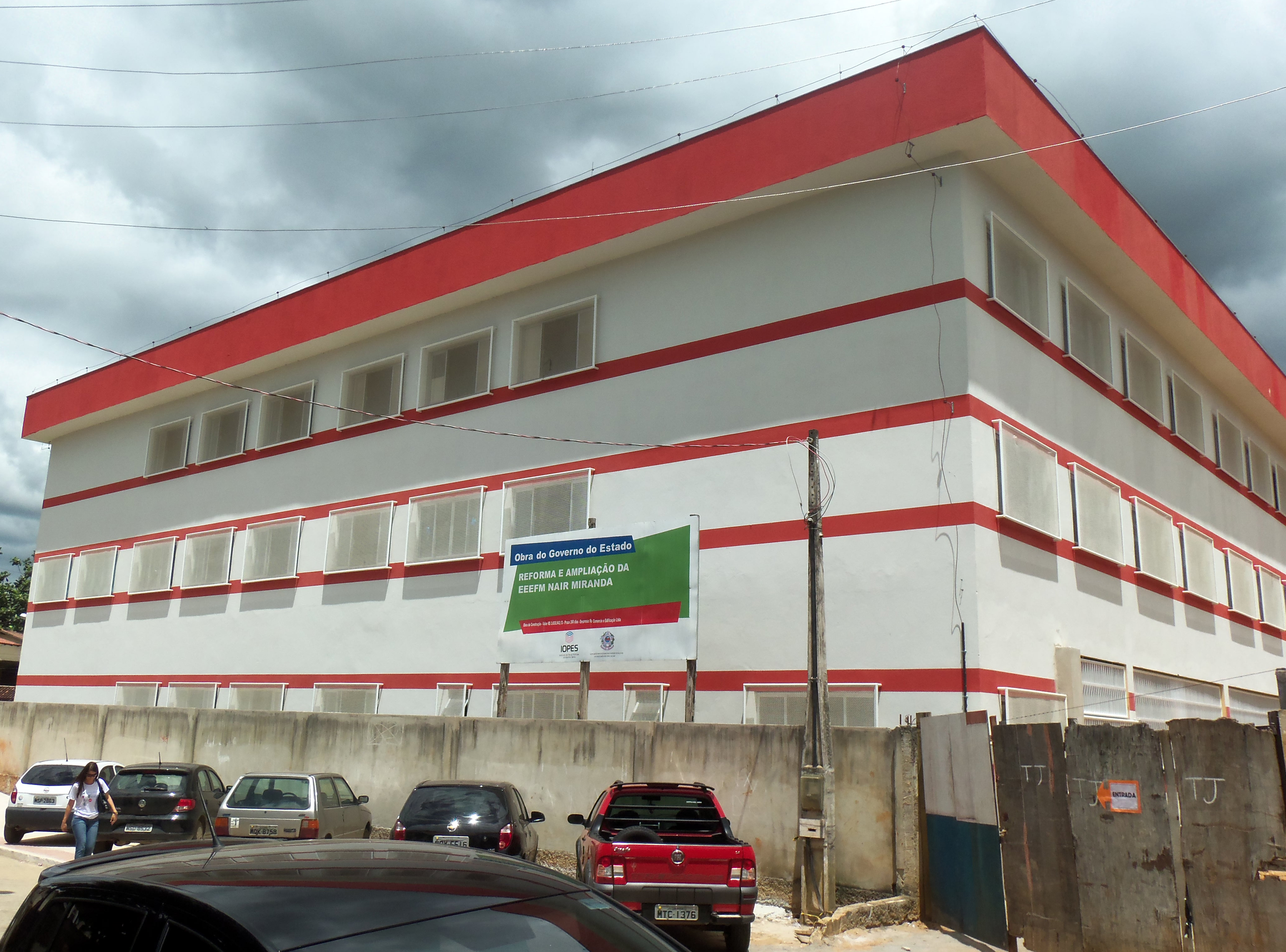
Escola Estadual de Ensino Fundamental e Médio Nair Miranda.

O município em 2012 contava com aproximadamente 3.542 matrículas, 239 docentes e 16 escolas na rede pública. Não há escolas nas redes federal e particular. Segundo dados do censo de 2010, o índice de analfabetismo nesse ano entre pessoas acima de 15 anos era 9,5%; de 15 a 24 anos, de 1,2%; de 25 a 59 anos, de 8,0%; e acima de 60 anos, de 27,1%.
| Ensino pré-escolar | 448   | 22  | 7 |
| Ensino fundamental | 2 670 | 179 | 8 |
| Ensino médio       | 424   | 38  | 1 |

### Segurança pública

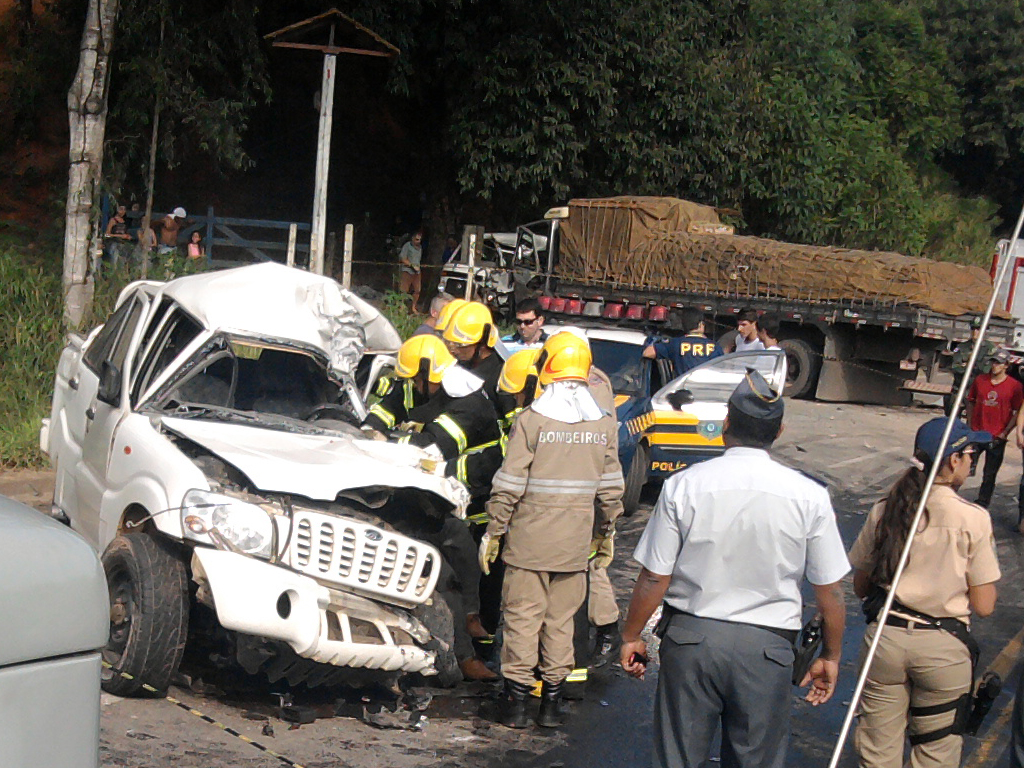
Acidente na BR-101 em Fundão, em 2011. Na ocasião, cinco pessoas faleceram.

Como na maioria dos municípios brasileiros em crescimento, a criminalidade é um problema também em Fundão. Em 2012, foram quatro homicídios por arma de fogo, sendo a taxa de homicídios por arma de fogo no município 22,7 para cada 100 mil habitantes. Ainda que tais números possam apresentar distorções em cidades menores, Fundão é vizinho da Serra, terceiro município com mais de 300 mil moradores com mais alto índice de assassinatos do Brasil em 2010, com 99,9 mortos por 100 mil habitantes ao ano. Além disso, a Região Metropolitana da Grande Vitória, da qual Fundão faz parte, em 2014, foi a 15ª região na lista das mais violentas do mundo com mais de 300 mil habitantes, Em abril de 2013, o efetivo policial de Fundão era de 6 policiais militares, sendo 2 em cada distrito urbanizado, número considerado insuficiente pela presidente da Associação de Moradores de Timbuí.
A taxa de óbitos por acidentes de trânsito, que era de 46,4 para cada 100 mil habitantes em 2006, ficou em 141,0 em 2010 e 57,7 em 2011. No período de 2001 a 2010 a média foi de 67,8. Em levantamento do Instituto Sangari de 2012, Fundão foi o município com o quarto maior índice de mortes no trânsito por habitante no Brasil e o primeiro do Espírito Santo em 2010 entre os municípios com mais de 15 mil moradores. Com uma população de 17.025 habitantes, 24 pessoas morreram nas estradas de Fundão, resultando numa taxa de 141,0 mortes por 100 mil habitantes. Apenas nas rodovias federais, um trecho de ladeira na BR-101, na zona rural próxima à sede de Fundão, foi um dos dois mais violentos do Espírito Santo, com 8 mortes em 2011. Em 2012, o trecho da BR-101 entre entre Fundão e Ibiraçu foi o 12º com mais acidentes na rodovia, registrando-se 112 ocorrências. Na região da sede, curvas perigosas, pontes estreitas e o comércio de frutas à beira da BR-101 agravam o trânsito na rodovia no Espírito Santo.

### Serviços e comunicações
O serviço de abastecimento de água e a coleta de esgoto de toda a cidade é feito pela Companhia Espírito Santense de Saneamento (Cesan). A responsável pelo abastecimento de energia elétrica em Fundão é a EDP Escelsa, que atende a diversos municípios do estado do Espírito Santo. No ano de 2005 existiam 5.872 consumidores e foram consumidos 16 841 891 kWh de energia. Ainda há serviços de internet discada e banda larga (ADSL) sendo oferecidos por diversos provedores de acesso gratuitos e pagos. O serviço telefônico móvel, por telefone celular, é oferecido por diversas operadoras. O código de área (DDD) de Fundão é 27 e o Código de Endereçamento Postal (CEP) da cidade é 29185-000. Fundão sedia a Rádio Mais 98,5 FM.

### Transportes

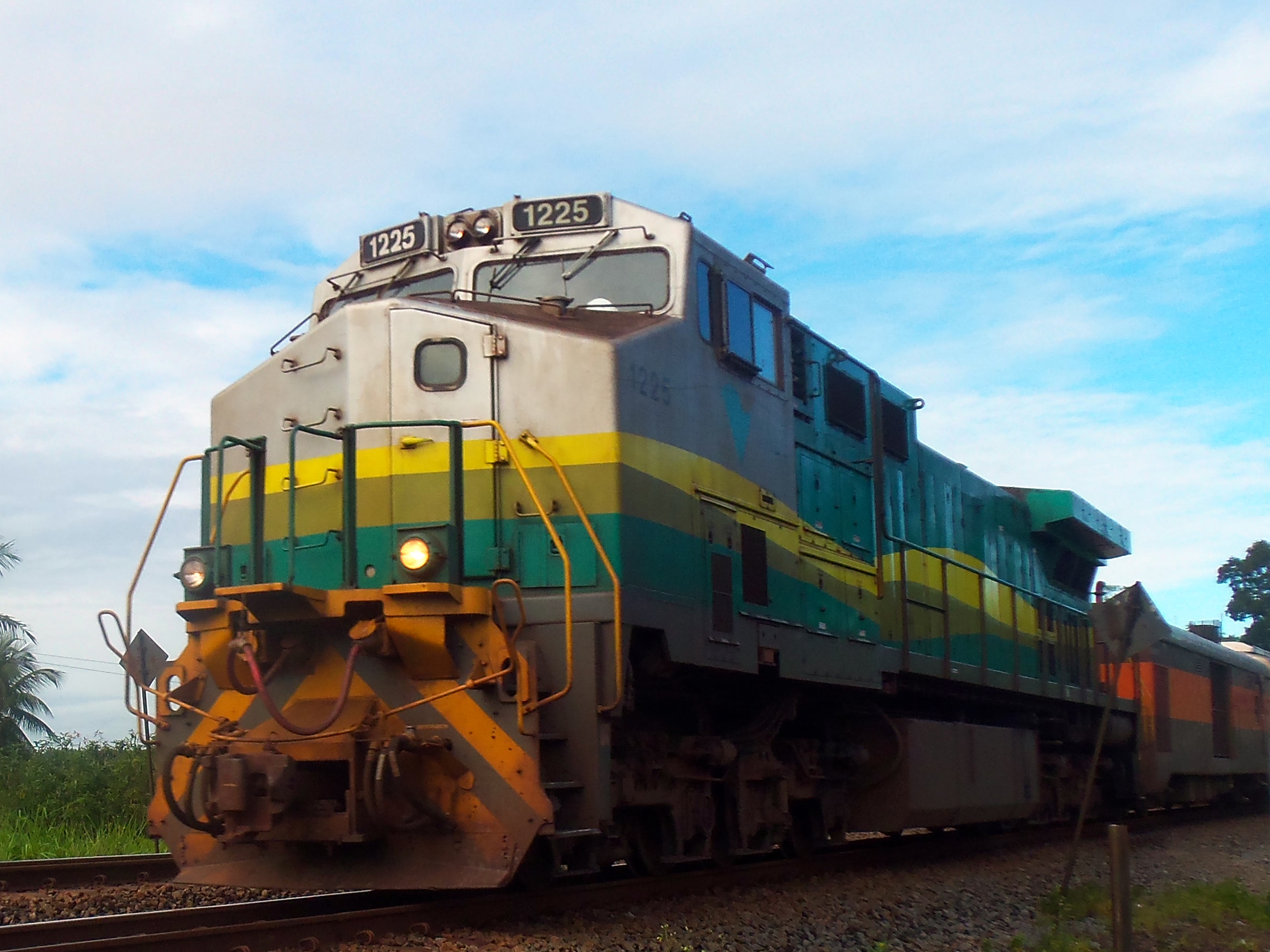
Trem de passageiros da Estrada de Ferro Vitória a Minas passando pelo Centro de Fundão.

Fundão possui transporte ferroviário pela Estrada de Ferro Vitória a Minas, por meio da Estação Fundão, inaugurada em 15 de maio de 1905 e por onde partem diariamente, os trens de passageiros e de cargas com destino às capitais Belo Horizonte e Vitória. A EFVM possui grande importância para a cidade e para os seus moradores, por se tratar um meio de transporte mais seguro e barato que a opção rodoviária. No distrito de Timbuí, funcionou de 29 de dezembro de 1904 até pelo menos a década de 1960, a Estação Timbuí.
Por meio rodoviário, Fundão é acessível pela BR-101, ligando a sede à Serra e a Ibiraçu; pela ES-010, ligando Praia Grande a Santa Cruz e Nova Almeida; pela ES-124, ligando Praia Grande a Santa Rosa (Aracruz); pela ES-261, ligando a sede a Santa Teresa e a Santa Rosa; e pela ES-264, ligando Timbuí a Santa Leopoldina e a Nova Almeida.

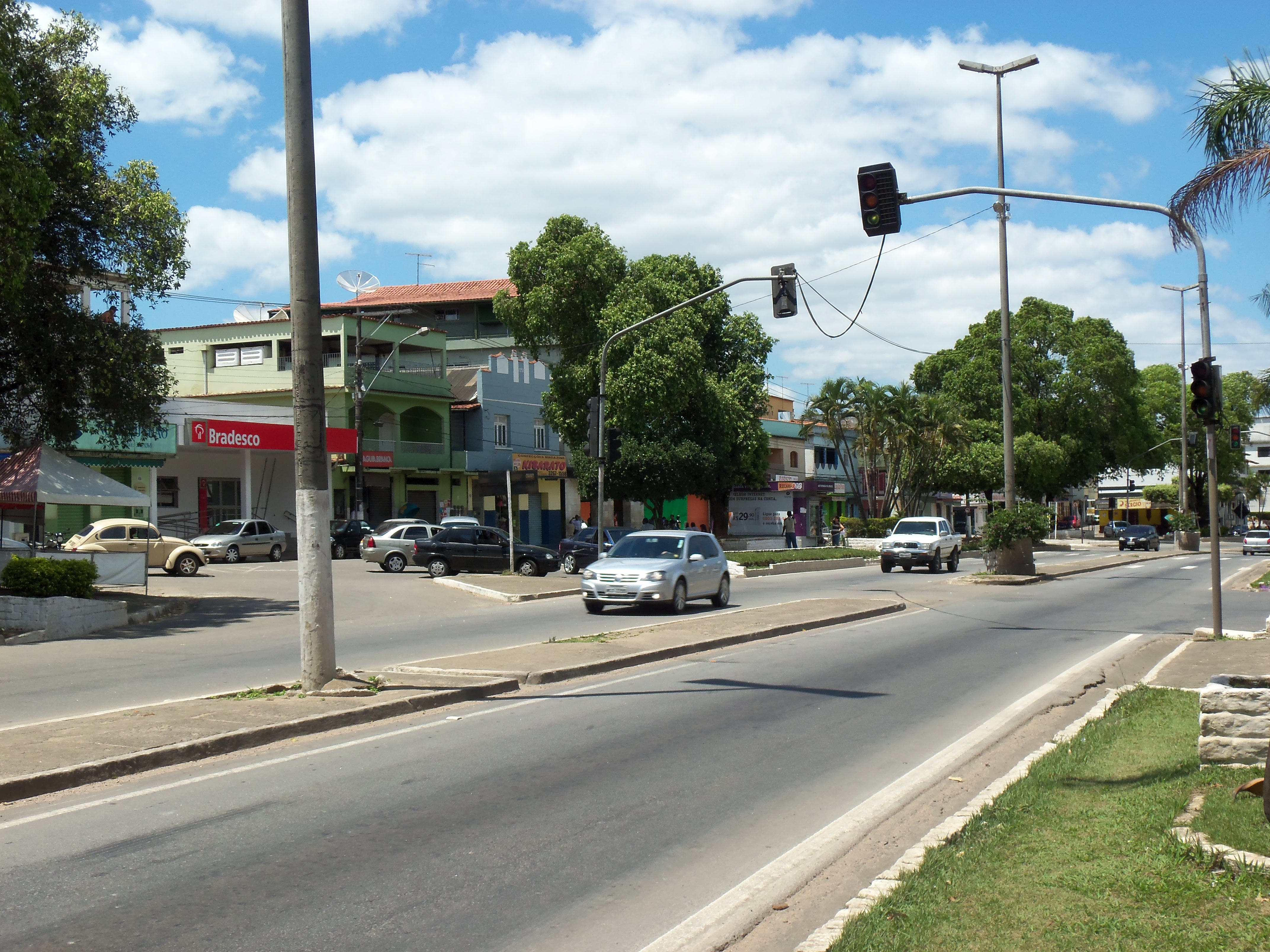
Trevo da BR-101 na sede de Fundão.

O trecho da BR-101 que corta Fundão, é reconhecido como problemático em dias de grande tráfego, como feriados, por conta do cruzamento e seus semáforos no Centro. Nessas condições, congestionamentos de até 10 quilômetros são gerados e o trânsito local fica prejudicado.

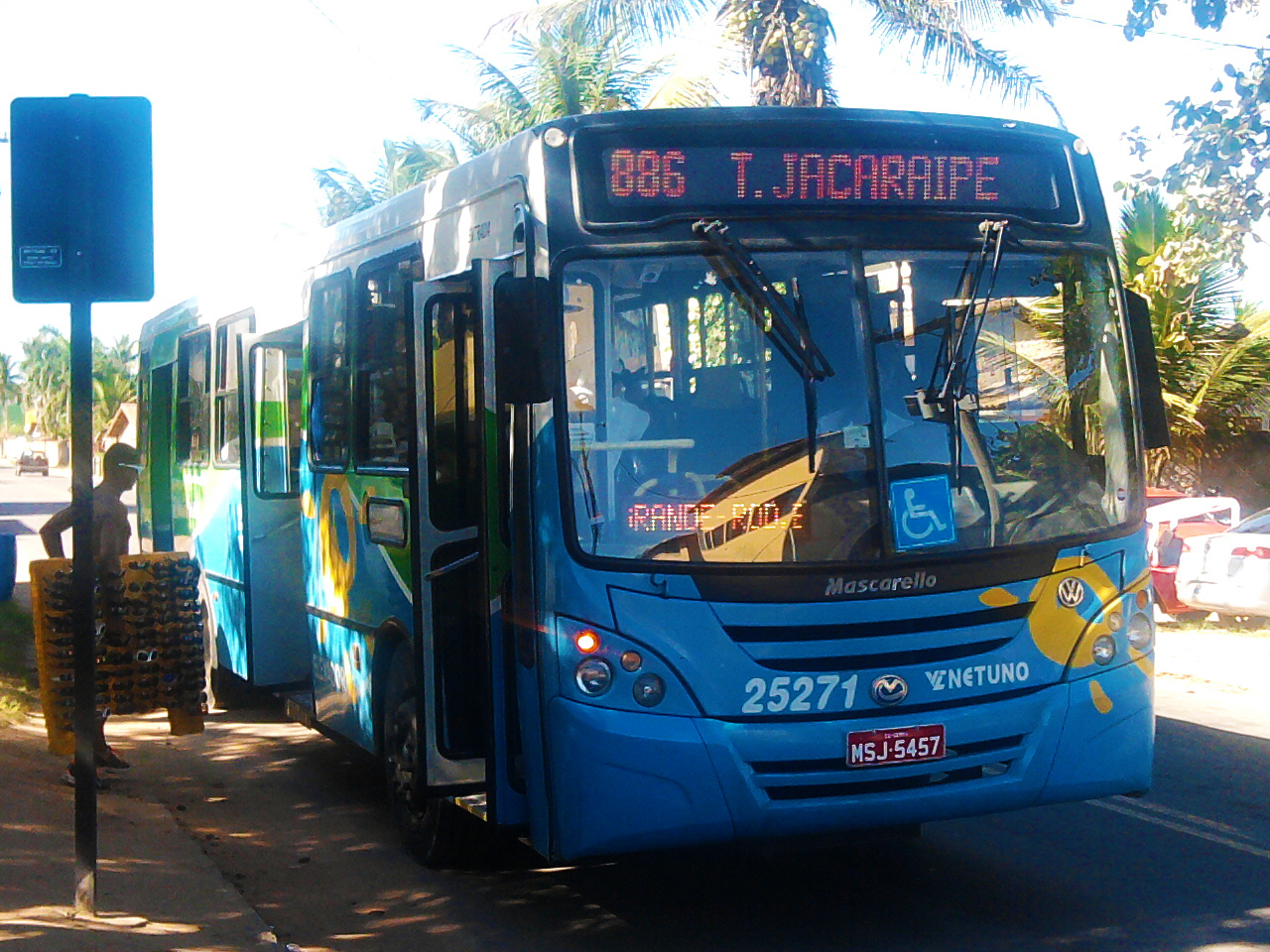
Ônibus do Transcol da linha 886 na rodovia ES-010, em Praia Grande, sentido Jacaraípe.

O transporte público intermunicipal se dá pelo Transcol, por meio das linhas 854 e 886, que ligam respectivamente Praia Grande e Direção ao Terminal de Jacaraípe, e da linha 888, que liga Timbuí ao Terminal de Laranjeiras, e também pelo transporte seletivo, através da linha 1805, que liga Praia Grande ao terminal rodoviário de Vitória. Foi determinada por lei, em 2012, a criação das linhas de transporte público municipal entre Fundão e Timbuí e entre Timbuí e Praia Grande via Fundão. O município é provido da Estação Rodoviária de Fundão, com linhas para Vitória, Santa Teresa, Norte e Noroeste do Espírito Santo, Leste de Minas Gerais e Sul da Bahia, e da Estação Rodoviária de Praia Grande, com linhas para Vitória e o Rio de Janeiro.
A frota municipal no ano de 2012 era de 6.601 veículos, sendo 3.290 automóveis, 362 caminhões, 113 caminhões-tratores, 672 caminhonetes, 279 camionetas, 55 micro-ônibus, 1.291 motocicletas, 215 motonetas, 43 ônibus, 34 tratores de rodas, 21 utilitários e 226 de outros tipos.

## Cultura
Estão entre os locais de lazer em Fundão a praça dos Expedicionários, localizada no Centro, e diversos clubes. O Clube do Cavalo de Fundão promove cavalgadas; o Tropical Campestre Clube abriga instalações esportivas e de recreação; e o Maracaiá Clube, de propriedade do Comercial Futebol Clube, é a danceteria do Centro, que funciona às noites dos fins de semana e tem capacidade para 200 pessoas. Também aos fins de semana são promovidos forrós na Cabana do Matoso, na comunidade do Encruzo.

### Artes

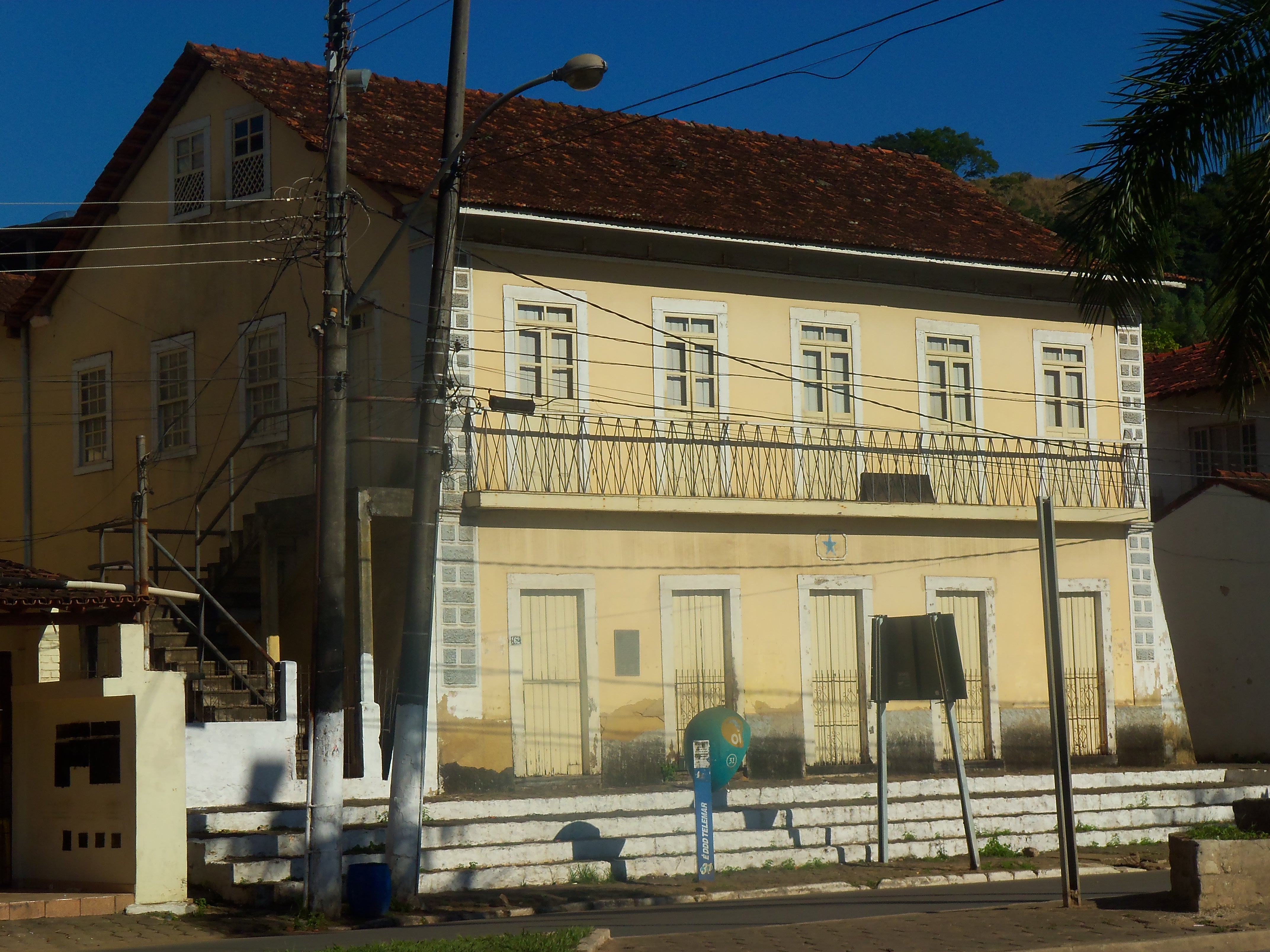
Casa da Cultura de Fundão.

Fundão possui exemplares arquitetônicos resultantes do ciclo do café e da religião católica. Na sede, situa-se a antiga residência da família Agostini e atual Casa da Cultura, tombada como patrimônio cultural do Espírito Santo em 1986. O sobrado, erguido em 1882 na fazenda Taquaraçu, de Cândido Vieira, foi comprado em leilão pelos Agostini no início do século XX e usado pela exportadora de café Angelo Agostini e Cia., administrada pelo comerciante e representante bancário Hipólito Agostini. Havia do prédio ligação por telefone até a fazenda Agostini, na zona rural. Na época, o piso térreo funcionava como comércio e o piso superior, como residência. Em 1925, foi moradia do médico e político César Agostini e, até a década de 1970, a família usou o térreo como escritório. Mais tarde, o prédio foi comprado pela prefeitura. Foi restaurado em 1985 e 1986 para o funcionamento de loja de artesanato, museu e espaço para eventos culturais, além de sua área externa ter sido calçada de pedras e uma nova escada externa, construída.

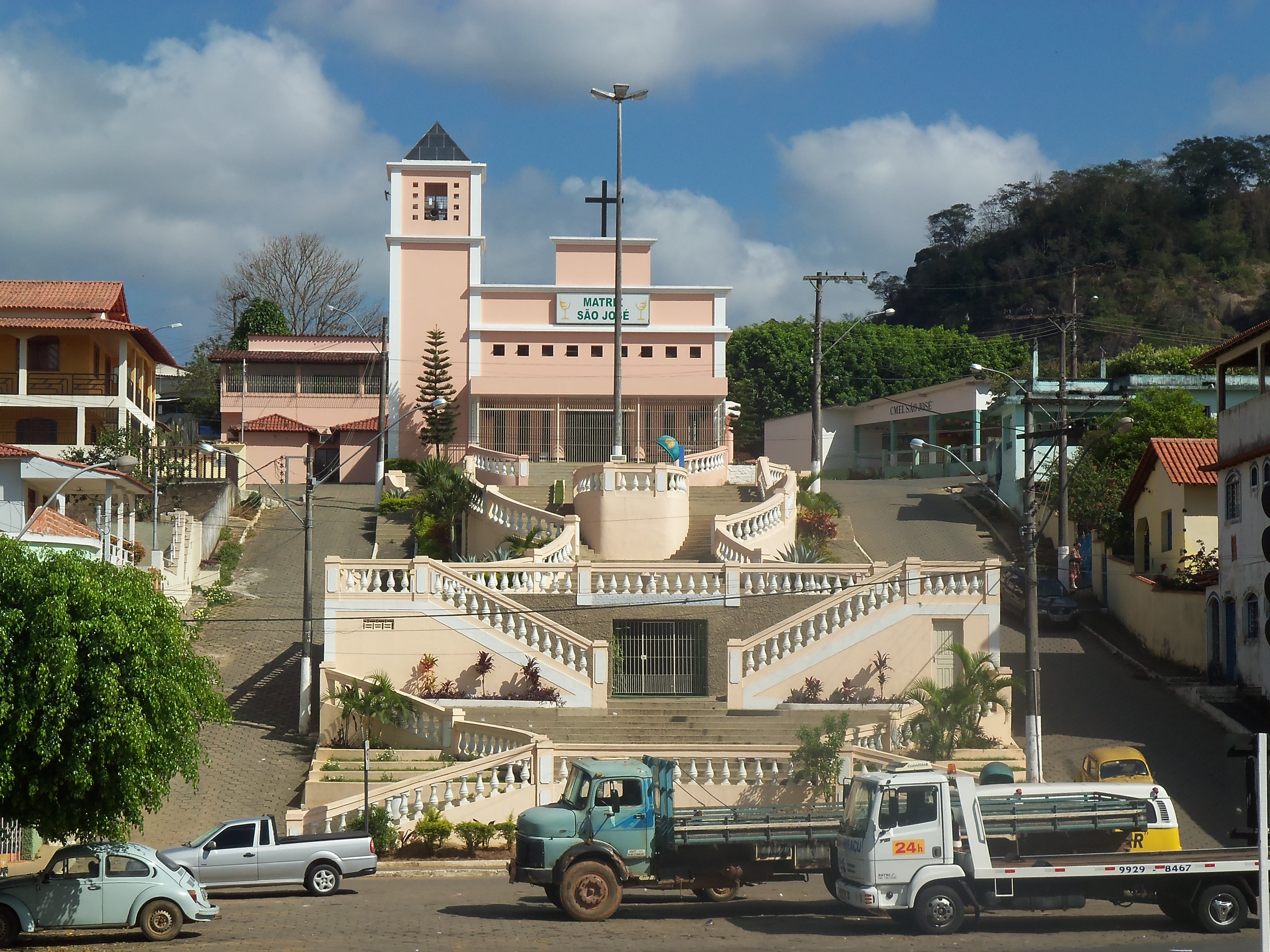
Escadaria Chysantho de Jesus Rocha, à frente da Igreja Matriz São José.

Também faz parte da arquitetura civil do município a antiga fazenda de Augusto Agostini, atual rancho Pé de Serra, em Três Barras, que abriga um casarão do fim do século XIX, onde se comercializava café antes de se tornar residência. Do local, pode-se ver e ter acesso ao pico do Goiapaba-Açu. Situada em frente à Igreja Matriz, a Escadaria Chrysantho de Jesus Rocha, construída em estilo neobarroco no formato de um cálice com uma hóstia, abriga jardins e uma pequena lapa com imagens de santos. Nela é fincado o mastro de São Benedito e São Sebastião pelas bandas de congo. O nome da escadaria é uma homenagem ao pai do arcebispo de Mariana e ex-presidente da Conferência Nacional dos Bispos do Brasil, o fundãoense Geraldo Lyrio Rocha. Em Timbuí, a casa dos Braga, do início da década de 1900, mantém-se em bom estado de conservação e tem um comércio em funcionamento.

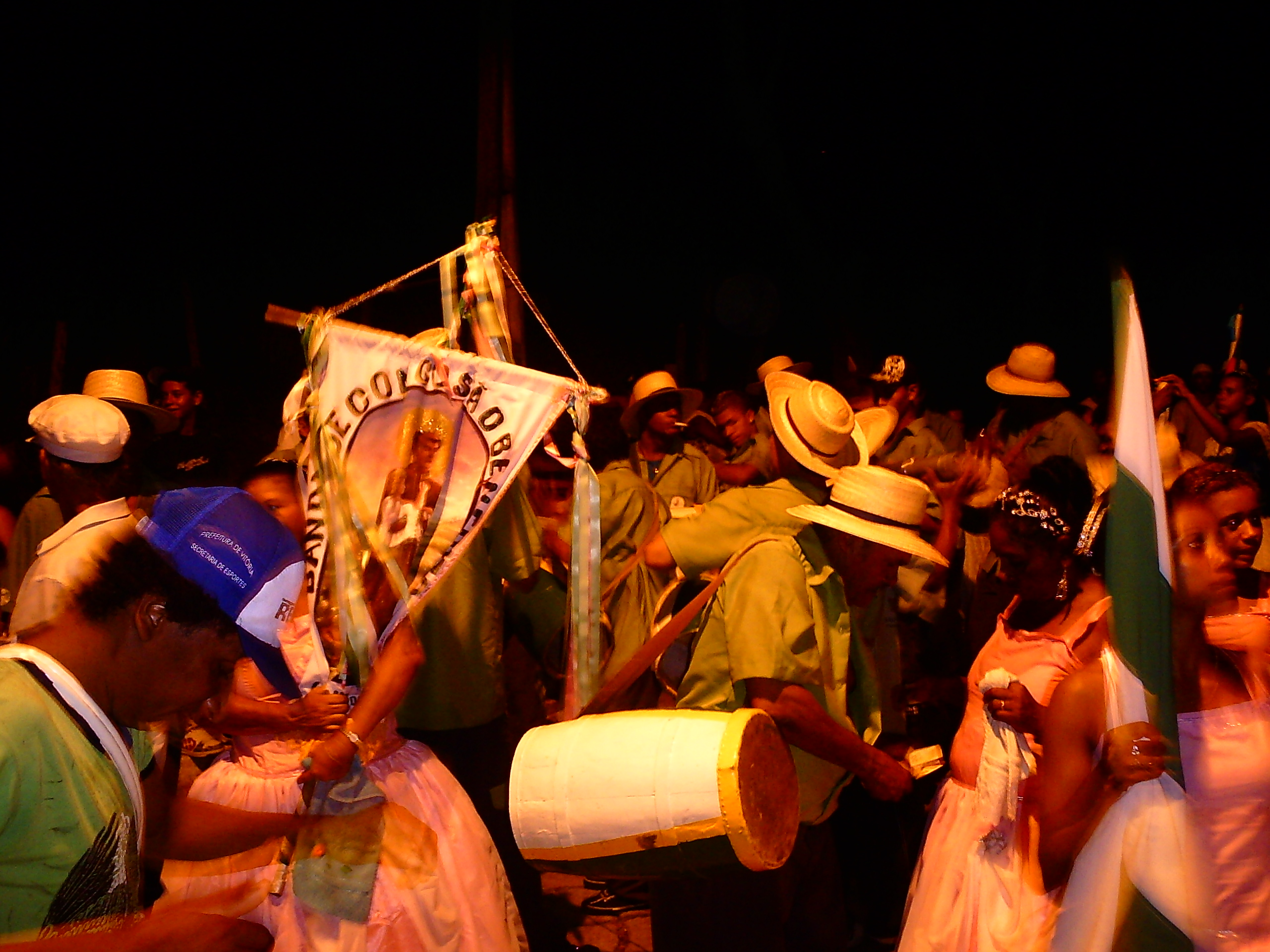
Banda de congo São Benedito, na Festa de São Benedito e São Sebastião de Fundão, em 2010.

São exemplos de arquitetura religiosa local:
- Capela de Nossa Senhora da Vitória: construída em 1878 em Irundi, de onde pode-se ver o Goiapaba-Açu. Tem cemitério próprio com cerca de dez lápides de antigos moradores;
- Igreja Bom Jesus da Lapa: do início do século XX, situada em Irundi. Fica sobre uma rocha, voltada para onde existia uma comunidade.
- Igreja Nossa Senhora da Penha: na praça central de Timbuí;
- Igreja Matriz São José: situada no topo da Escadaria Chrysantho de Jesus Rocha, tem formato muito modificado em relação à estrutura original. É mais visitada durante a festa de São Benedito;
- Igreja Santo Antônio: na sede.[92]

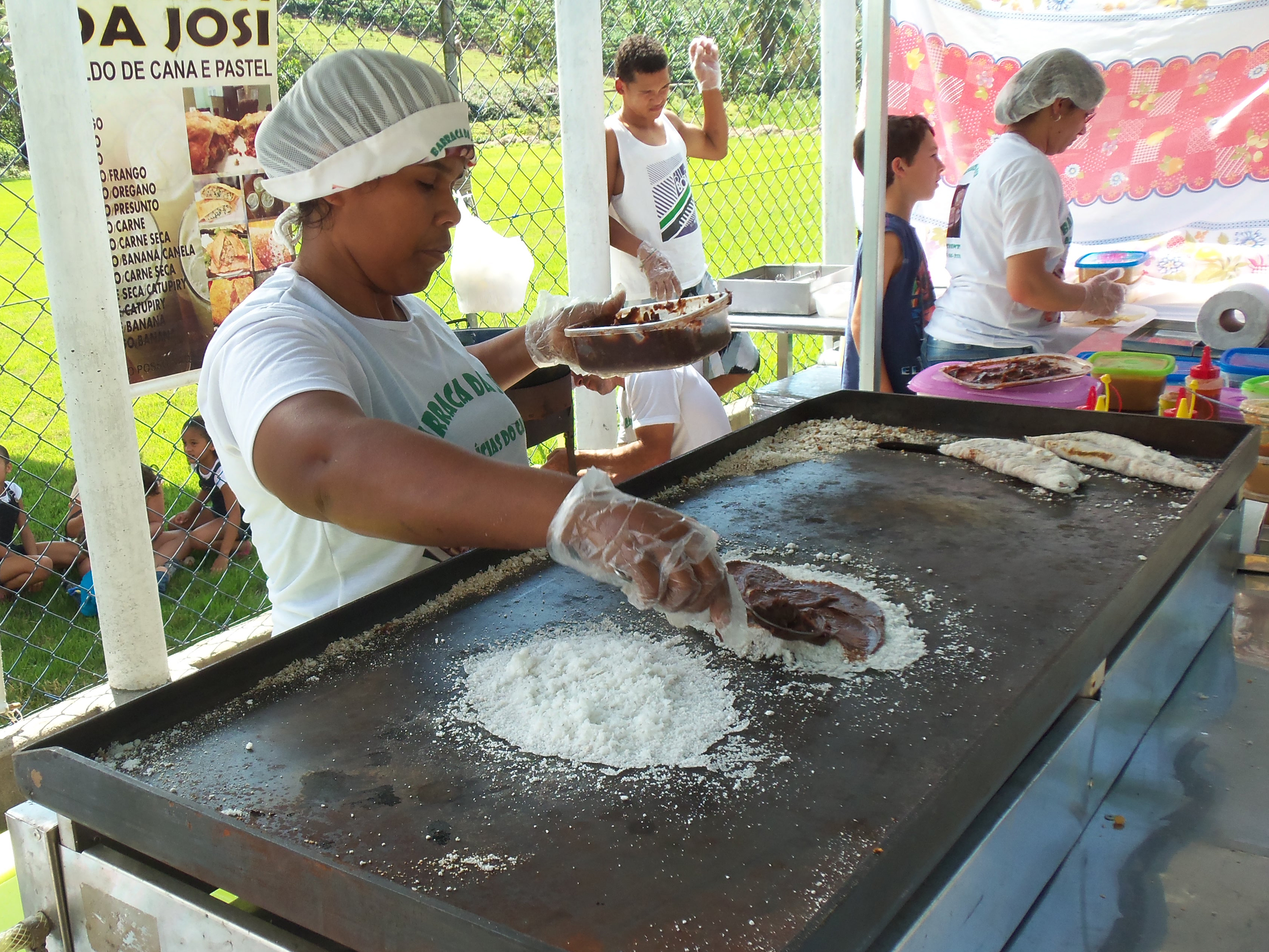
Produção de tapioca na comunidade do Encruzo.

Representam a música e a dança locais as bandas de congo capixaba, que se apresentam em dias festivos e nas ocasiões da puxada, fincada ou retirada de mastro. Entre as bandas de Fundão estão a Banda  de  Congo  Mirim  São  Benedito  e  São  Sebastião, em Timbuí; a Banda  de  Congo  de  São  Benedito  e  São  Sebastião, no Campestre I; a Banda  de  Congo  Cultural  Konfogo, no Centro; e a Banda de Congo São Sebastião e São Benedito de Irundi e  Piabas, em Três Barras. Ainda quanto à música, em 2013, a música gospel foi reconhecida oficialmente como manifestação cultural do município.
A colonização italiana contribuiu para a gastronomia local, por meio da polenta, do vinho de jabuticaba e do licor de leite. Por influência indígena, consome-se também a moqueca. Também é característica do município a produção de biscoitos caseiros, doces cristalizados, tapioca (na comunidade rural do Encruzo), queijos e requeijões. Quanto ao artesanato fundãoense, são produzidas peças a partir de fibras de taboa, cana, madeira, cipó, coco e bananeira, além de conchas, tecido, porcelana, gesso, telas e vidro, dos quais são feitas pinturas em tecidos, em porcelanas e em outros objetos, bordados, bijuterias, balaios, peneiras, vassouras e vidros decorados. Fundão possui um cinema, que está desativado.

### Turismo
A atividade turística de Fundão tem a peculiaridade de oferecer atrativos de praia e de montanha, característica única para um município do Espírito Santo. Acessível pela rodovia ES-010, o litoral apresenta recifes naturais propícios para mergulho e pesca, areias compactas, restinga e castanheiras. Sua principal atração é Praia Grande, também conhecida como Joaripe, de cinco quilômetros de extensão, com águas turvas, frequentada por mineiros e capixabas de outras cidades. Nela fica o estuário do rio Reis Magos. Praia Grande tem estrutura de hospedagem e alimentação com pousadas, hotéis, camping, aluguel de imóveis, restaurantes, bares e quiosques. Devido à restrição de urbanização à beira da praia, seus aspectos naturais estão preservados. No período do carnaval, chega a receber 100 mil pessoas, que se divertem na praia com música. Suas águas calmas favorecem os esportes náuticos e passeios de barco.

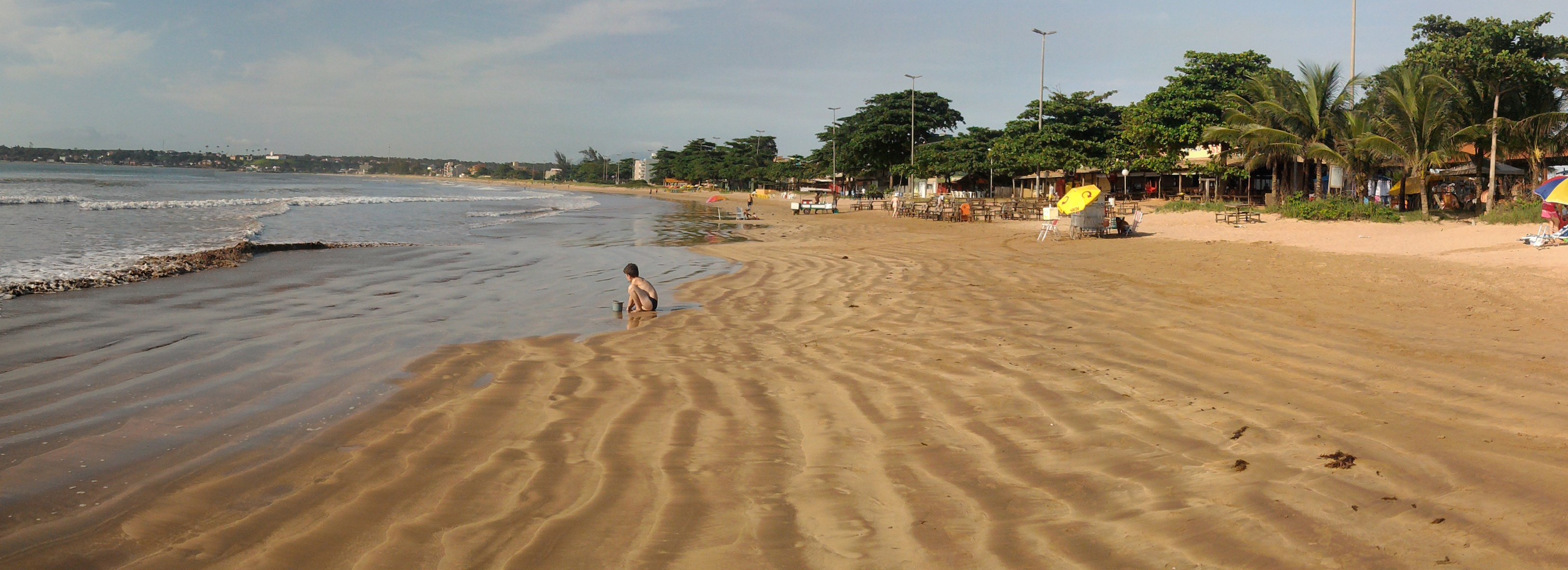
Praia Grande, principal praia de Fundão.

A praia do Rio Preto, na divisa entre Fundão e Aracruz, e a Enseada das Garças são pouco frequentadas, com areias finas. A Praia do Rio Preto, a 100 metros da ES-010, é bem conservada, com áreas de reserva de Mata Atlântica e ondas altas ideais para a prática do surfe. Já a Enseada das Garças, entre a ponta Flecheira e a ponta Fortaleza e a 500 metros da ES-010, tem muitas algas marinhas e fundo com muitas pedras e lama. Nela há bares, restaurantes e camping, porém sofre com a ocupação desordenada, que compromete suas características primitivas. É mais frequentada no verão por turistas.
Distante apenas 50 metros da ES-010, a pequena enseada do Porto da Lama, ao contrário das demais, é de areias grossas e, devido a aterros de mangues, tem vegetação não nativa, mas também tem águas calmas e restinga e é pouco frequentada. Fica entre duas pontas de recifes, tem 250 metros de extensão e seu fundo é de areia e lama, servindo de ancoradouro para barcos pesqueiros na região, o que motiva o seu nome. Suas águas ficam claras no verão e turvas no inverno.

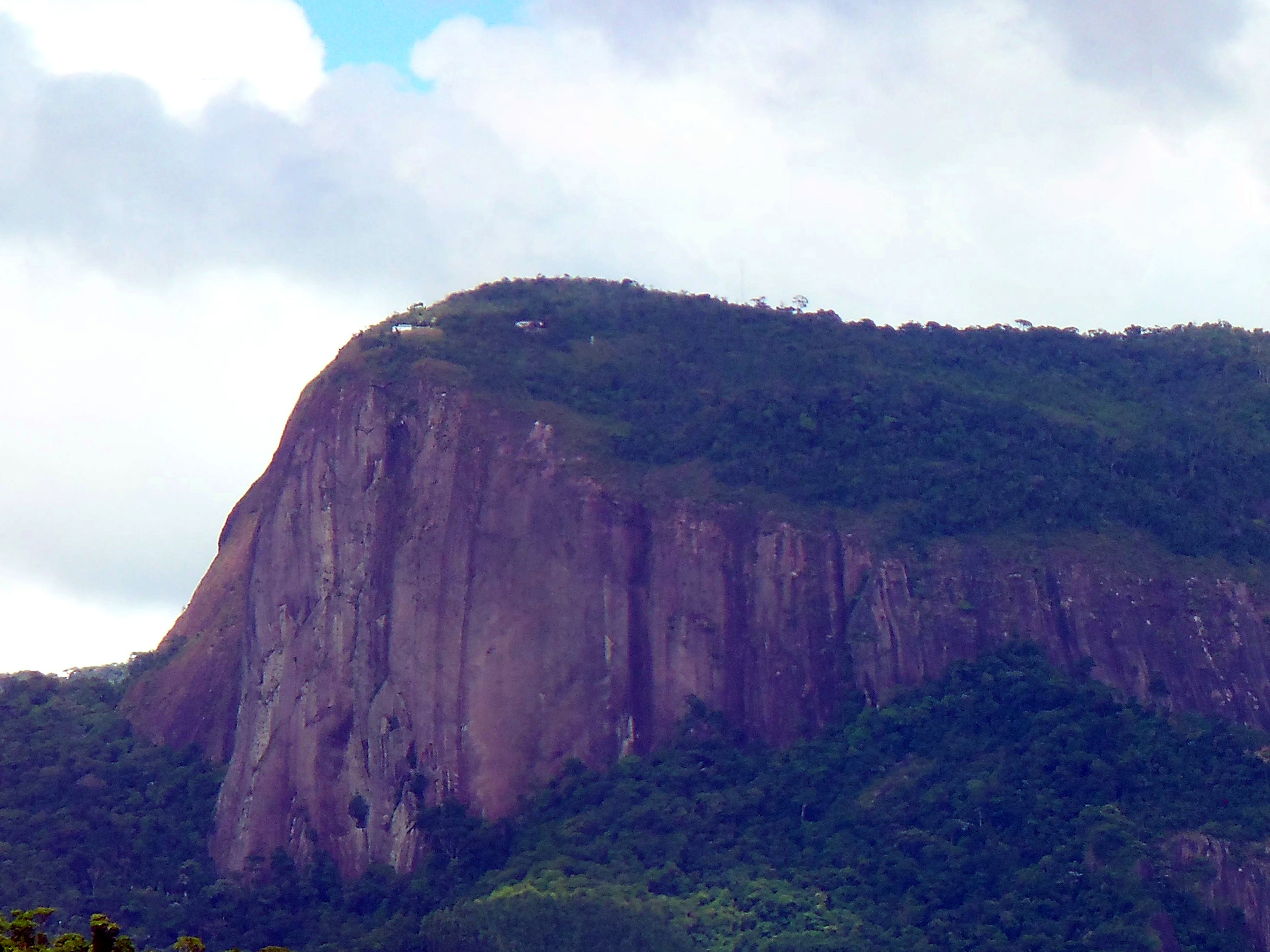
O Goiapaba-Açu visto de Fundão.

No interior do município, o Pico do Goiapaba-Açu, acessível pela rodovia ES-261, abriga um viveiro de mudas de plantas nativas e um laboratório de micropropagação de mudas de orquídeas, bromélias e plantas frutíferas. O parque possui trilhas, mirantes naturais, cachoeiras, nascentes, vales e, como estrutura para atender visitantes, há um centro de eventos. Do alto, é possível ver várias cidades da região. Também é possível fazer turismo de aventura no parque, na forma de voo livre, parapente e enduro.
A cinco quilômetros da sede pela rodovia ES-261 em direção a Praia Grande, a cachoeira de Fundão ou do Jarrão reúne até 200 pessoas por dia aos fins de semana, sendo mais visitada no verão. Fica num trecho pedregoso do Rio Fundão no sítio de Nilsinho, com várias quedas d'água de até um metro de altura e uma represa distante 150 metros delas. Tem um poço navegável de dez metros de largura e uma corredeira de 15 metros de largura e 500 metros de extensão. Na represa, foram introduzidos robalos, cascudos, tucunarés, carpas, tilápias e camarões-da-malásia, que se reproduzem junto de taboas no mês de março, quando sua pesca não é permitida. Por causa do esgoto da cidade, a cachoeira não é propícia para o banho. No local há bar, suporte à pesca, área para acampamento e um antigo alambique em funcionamento.

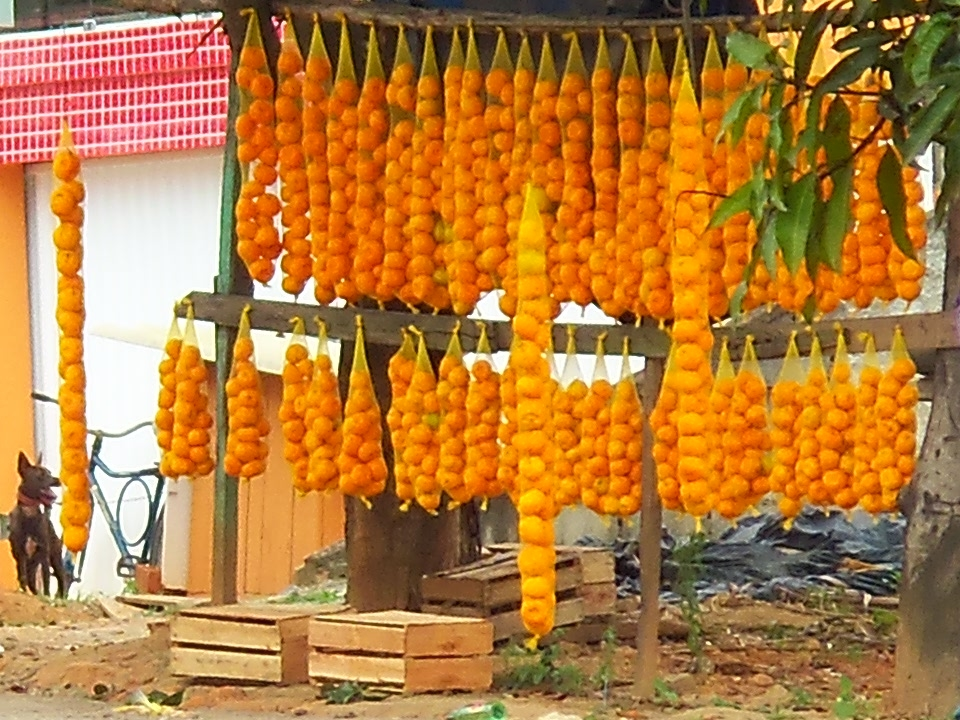
As barracas de mexericas são um símbolo de Fundão.

Em Timbuí, a barragem da antiga usina hidroelétrica, situada a três quilômetros da BR-101, tem uma queda d'água de um metro de altura e pequenas corredeiras entre pedras. É própria para banho e pesca. Na localidade de Duas Bocas, a quatro quilômetros da sede, fica a cachoeira do Salto, formada por uma antiga barragem de usina hidroelétrica com um metro de queda. Ela tem águas turvas e frias e uma margem com areias grossas, sendo favorável ao banho e outras atividades de lazer. Em outras áreas do município também há cachoeiras, como no rio Piabas.
Fundão é reconhecido pelo comércio à beira das rodovias. Desde o fim da década de 1960, barraquinhas vendem frutas às margens da BR-101, especialmente a mexerica poncã, constituindo um símbolo do município. Também na BR-101, desde a década de 1960 são vendidos os doces de dona Jandyra, entre os quais estão cocadas, geleias, licores (como de araçaúna, figo, banana, jenipapo, malva e pétalas de rosa e de cravo), picles, bolos, bombons e doces em calda e cristalizados, especialmente os cristalizados de jiló, mamão, goiaba, figo, tomate, cenoura, beterraba, jaca, laranja e jenipapo. Na ES-261, em direção a Santa Teresa, fica o laticínio Lorena, que desde março de 1994 produz de modo artesanal queijos dos tipos frescal, minas, muçarela, provolone, palmitinho, bolinha e cabacinha.
São eventos anuais no município diversas festas católicas em bairros e comunidades rurais, as festas juninas, a Festa de Emancipação Política em julho, o réveillon e o carnaval em Praia Grande e as festas de São Benedito e São Sebastião em Timbuí (entre dezembro e janeiro) e em Fundão (em 20 de janeiro), em que se apresentam bandas de congo e há procissões. Estas últimas reúnem cerca de duas mil pessoas cada. Já houve, entre 1993 e 1997, a Festa da Mexerica, realizada no mês de maio.

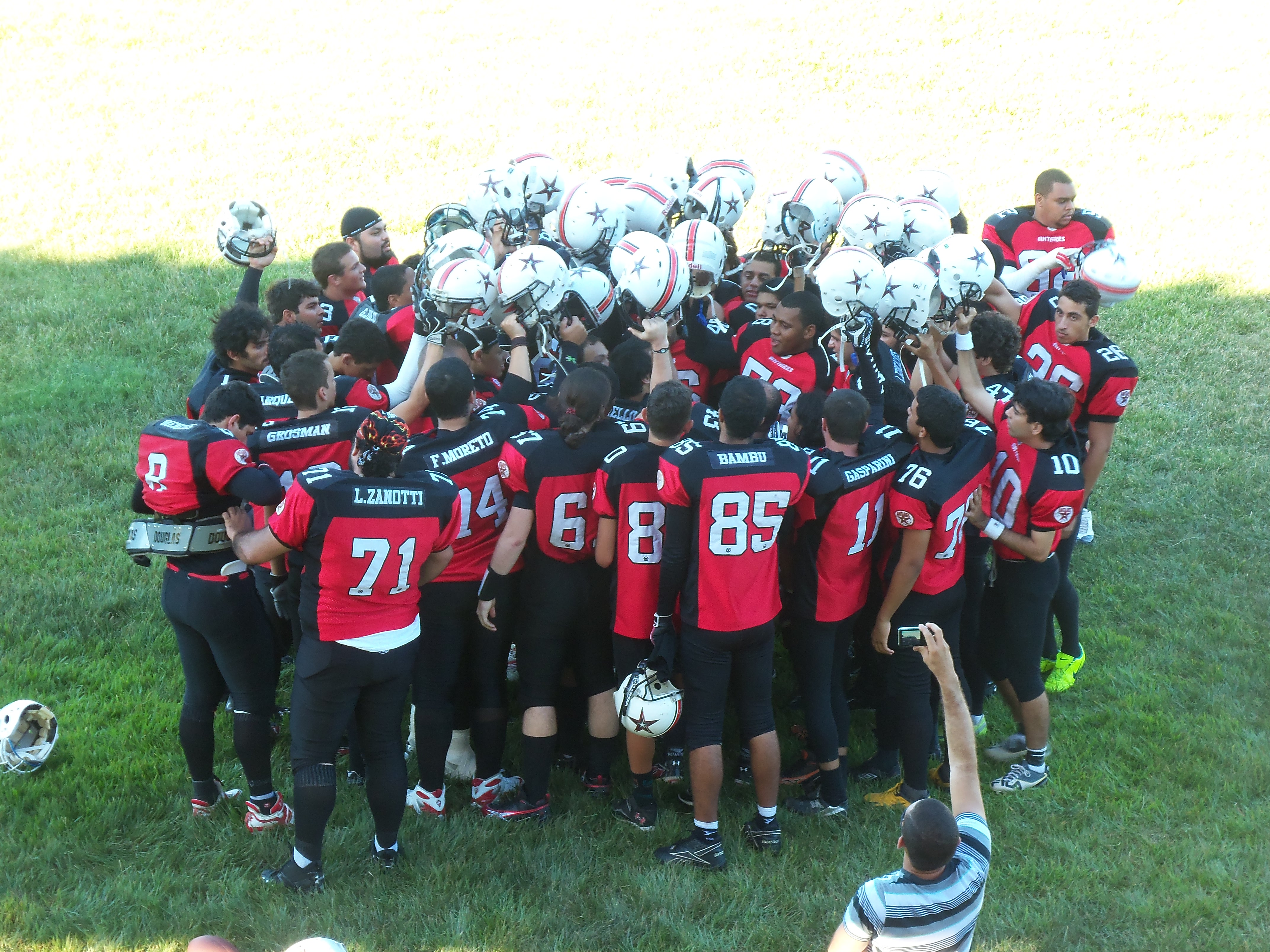
Equipe do Antares Futebol Americano na abertura do Campeonato Capixaba de Futebol Americano de 2012, no estádio Manoel de Almeida Matos.

### Esporte
Já foram sediadas no município as equipes de futebol americano do Fundão Spartans, vice-campeão do campeonato estadual Muqueca Bowl de 2010, e do Antares Futebol Americano (atual Cabritos Futebol Americano), vice-campeão do Campeonato Capixaba de Futebol Americano e participante do Torneio Touchdown de 2012.
No futebol, o Comercial Futebol Clube mantém uma escola de treinamento para crianças. Um dos revelados pelo clube é Luan Garcia, zagueiro do Vasco da Gama e da Seleção Brasileira de Futebol Sub-23, ganhador da medalha de ouro nos Jogos Olímpicos de Verão de 2016.
Em Fundão se situam o Ginásio Poliesportivo Josel de Oliveira, próximo ao horto florestal, com capacidade de 5 mil lugares, e, no bairro Oseias, o Estádio Manoel de Almeida Matos, do Comercial Futebol Clube.

### Feriados
Em Fundão, a sexta-feira da Paixão e o dia de São José (19 de março) são feriados municipais, podendo o poder Executivo decretar até doze pontos facultativos por ano, de acordo com a lei municipal nº 1.266/2021. De acordo com a lei federal nº 9.093 de 12 de setembro de 1995, os municípios podem ter no máximo quatro feriados municipais, já incluso neste a Sexta-Feira Santa.
Já foram feriados municipais o dia de São Sebastião, em 20 de janeiro; o dia da Emancipação Política do Município de Fundão, em 5 de julho, o dia de Nossa Senhora da Penha, Corpus Christi e o dia da visita do presidente Eurico Gaspar Dutra a Fundão, em 11 de setembro. O dia da Emancipação, desde a lei 536, de 10 de março de 1982, era denominado dia de Santo Antônio Maria e da Criação do Município, e o dia de São Sebastião, desde a lei 544, de 7 de março de 2008, era denominado dia de São Sebastião e São Benedito e celebrado obrigatoriamente na primeira segunda-feira após 20 de janeiro.